# Verkehrslinie
Eine Verkehrslinie ist die Verbindung mehrerer geographischer Orte, die regelmäßig durch öffentliche Verkehrsmittel wie Eisenbahn, Straßenbahn, Oberleitungsbus, Omnibus, Seilbahn, Schiff oder Flugzeug im Rahmen der Personen- und/oder Güterbeförderung bedient werden. Dies geschieht täglich oder an bestimmten Betriebstagen in der Regel mehrmals. Hierbei setzt sich zunehmend die Einführung eines Taktfahrplans durch. In einem Liniennetz stellt die Linie die kleinste für den Fahrgast sichtbare Einheit dar, jede Linie verbindet dabei mindestens zwei Haltestellen, in diesem Fall auch Endhaltestellen, Wendehaltestellen oder kurz Endstellen beziehungsweise Wendestellen genannt, zuzüglich der sogenannten Zwischenhaltestellen oder Unterwegshaltestellen.
Eine Linie ist nicht zu verwechseln mit einer Strecke, beispielsweise Eisenbahnstrecke, die lediglich den Fahrweg darstellt und durchaus von mehreren Linien befahren werden kann oder auch von gar keiner Linie. Umgekehrt kann eine Linie mehrere Strecken befahren. Es können auch zwei oder mehrere Linien zusammengefasst und durchgehend befahren werden, dann ist zwischen einem Wagen- oder Zuglauf und der einzelnen Linie zu unterscheiden. Der Zuglauf – im Nahverkehr oft als Kurs bezeichnet – ist für den Betreiber die maßgebende Verwaltungseinheit.
In der Schweiz wird der Begriff Linie in der Bedeutung des französischen Begriffs la ligne de chemins de fer auch synonym für eine Eisenbahnstrecke gebraucht. In Österreich werden analog dazu z. B. die Bezeichnungen Pottendorfer Linie und Vorortelinie benutzt. Vor der Ära des Individualverkehrs hießen die Linien für Busse im öffentlichen Nahverkehr Automobillinien.

## Linienverlauf
Je nach Linienverlauf in Bezug auf den zentralen Ort und das Streckennetz unterscheidet man
- Pendellinie (zwischen zwei Stationen pendelnd), auch Shuttle, Shuttlebus bzw. Shuttlezug genannt.
- Radiallinien
- Durchmesserlinien
- Tangentiallinien
- Rundlinien (in eine Richtung)
- Ringlinien (in beiden Richtungen)

Besondere Linienformen sind beispielsweise sogenannte Tennisschläger- oder Schleifenlinien, bei denen an einem oder beiden Linienenden der Linienweg mittels einer sogenannten Häuserblockschleife das Zielgebiet erschließt.
Eine weitere Besonderheit stellen Zubringerlinien dar, die ausschließlich den Verkehr zu einem bestimmten Ziel (zum Beispiel einem Flughafen) beziehungsweise zurück befördern.
Buslinien können, vor allem in ländlichen Gebieten, zu verschiedenen Tageszeiten unterschiedliche Streckenführungen haben, um zu den dann jeweils besonders nachgefragten Gebieten wie beispielsweise Schulen, Betriebe oder Wohngebiete besser anzubinden.

## Teilen und Zusammenfügen
Eine Verkehrslinie kann betrieblich geteilt werden, zum Beispiel bezüglich ihrer Endpunkte, dann unterscheidet man entsprechend verschiedene Zuggruppen dieser Linie. Unabhängig davon können Züge einer Bahnlinie, vor allem Triebwagenzüge, unterwegs gestärkt (Anhängen von Einheiten), geschwächt (Abhängen von Einheiten) oder geflügelt (geteilt) werden. Dabei entstehen unterschiedliche Zugläufe einer Linie. Wenn nur einzelne Wagen andere Ziele haben als der Hauptteil eines Zuges, handelt es sich um Kurswagen.
Oft ist es auch sinnvoll, zwei oder mehrere Linien miteinander zu verbinden. Beispielsweise kann ein sternförmiges Stadtbusnetz aus Radiallinien bestehen, die alle im Stadtzentrum enden. Jeweils zwei Linienäste lassen sich dann, flexibel je nach Bedarf, zu einem Wagenlauf zusammenfassen. Bei Bahnlinien kann es sinnvoll sein, zwei ähnlich frequentierte Linien zu verbinden, aber die bekannten Einzelbezeichnungen und möglicherweise Namen beizubehalten (Beispiel: die Regionalbahnen „Ravensberger Bahn“ und „Lipperländer“ in NRW). Auch im Abend- oder Wochenendverkehr (bei geringer Nachfrage) werden mehrere Linien zusammengefügt. Dann entstehen oft Ringlinien.

## Linienbezeichnungen

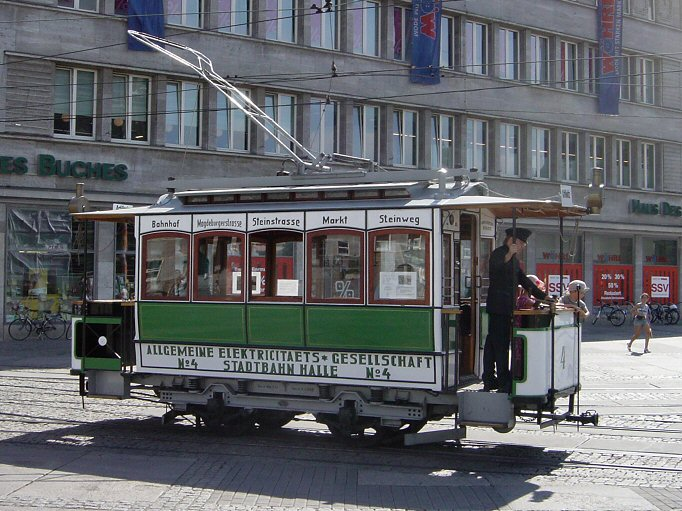
Halle an der Saale: das Fahrtziel wurde (vorn) sowie die Fahrtstrecke (seitlich) angegeben, jedoch existierte anfangs noch keine Linienbezeichnung

Zu Beginn des öffentlichen Linienverkehrs gab es zunächst keine eindeutigen Linienbezeichnungen. Es wurden nur das jeweilige Fahrtziel respektive die beiden Endstationen sowie gegebenenfalls wichtige Zwischenstationen mittels Schildern angegeben. Nicht überall wurden die Schilder gewechselt, bei manchen Betrieben war bei den früher üblichen Zweirichtungsfahrzeugen vorn das eigentliche Fahrtziel angeschrieben, hinten aber die Endhaltestelle der Gegenrichtung.
In anderen Fällen gab es zwar in einem Ort mehrere Linien, diese wurden jedoch von verschiedenen Unternehmen betrieben, sodass eine Unterscheidung der Fahrzeuge schon anhand der Außenlackierung in den jeweiligen Unternehmensfarben möglich war. Oder es gab keine Streckenabschnitte, die von zwei Linien gleichzeitig bedient wurden, sodass keine direkte Verwechslungsgefahr bestand. In wieder anderen Fällen unterschieden sich die Linien bereits durch die Traktionsart wie Dampfstraßenbahn, Pferdebahn oder elektrische Straßenbahn eindeutig voneinander.
Die zunehmend erweiterten Liniennetze machten jedoch in aller Regel die Einführung fester Linienbezeichnungen (oder zunächst auch -symbole) notwendig, wenn auch teilweise nur betriebsintern und nicht am Fahrzeug angeschrieben. Im Laufe der Jahre kristallisierten sich dabei verschiedenste Bezeichnungskonzepte heraus. Dennoch existieren auch heute noch ÖPNV-Linien ganz ohne Linienbezeichnung, meist wenn ein Unternehmen nur eine einzige Verbindung betreibt.

### Einfarbige Kennzeichnung
Zu den ältesten Linienkennzeichnungen gehören einfarbige – meist kreisrunde – Liniensignale, also zum Beispiel eine weiße, gelbe, rote, grüne, graue, blaue, violette oder braune Linie. Als eine der ersten Straßenbahngesellschaften führte die Neue Berliner Pferdebahn 1878 anlässlich der Eröffnung einer zweiten Linie ein solches System ein. Fortan war die im Vorjahr eröffnete erste Route die weiße Linie und die neue Route die grüne Linie. In Mainz bezeichnete man die Dampfstraßenbahn in Anlehnung an die vier Farben der Elektrischen inoffiziell auch als schwarze Linie. Im Gegensatz dazu hatte Nürnberg auch offiziell eine schwarze Linie, die als Pferdebahn betrieben wurde. Einer der größten Nachteile dieses Systems ist die begrenzte Anzahl möglicher Farben, weshalb es sich für größere Verkehrsnetze nicht eignet. Jedoch besteht die Möglichkeit Farben doppelt zu vergeben, sofern es Linien gibt, die keine Berührungspunkte haben oder zumindest keine gemeinsamen Haltestellen benutzen. So gab es beispielsweise 1892 bei der Straßenbahn München, drei weiße und drei grüne, aber nur je eine rote, blaue und gelbe Linie.
Die auch Farbscheiben oder Linienscheiben genannten Signale unterschied man dabei in Tagessignale aus Blech mit Ölfarbanstrich und Nachtsignale bzw. Nachtscheiben aus Farbglas. Letztere sicherten auch bei Dunkelheit die Erkennbarkeit der Linien und wurden auch als Signallaternen bzw. Signallampen bezeichnet.
Eine moderne Anwendung findet das Prinzip der einfarbigen Linienkennzeichnung beispielsweise bei der Metro Lissabon (Blau, Gelb, Grün und Rot), beim Seilbahnnetz La Paz (Rot, Gelb, Grün usw.), bei der Sheffield Supertram (Blau, Gelb und Violett), bei der Straßenbahn Dublin (Grün und Rot), bei der Tyne and Wear Metro (Gelb und Grün), bei der Metro Chennai (Blau und Grün) oder bei der Straßenbahn Salt Lake City (Blau, Grün und Rot).

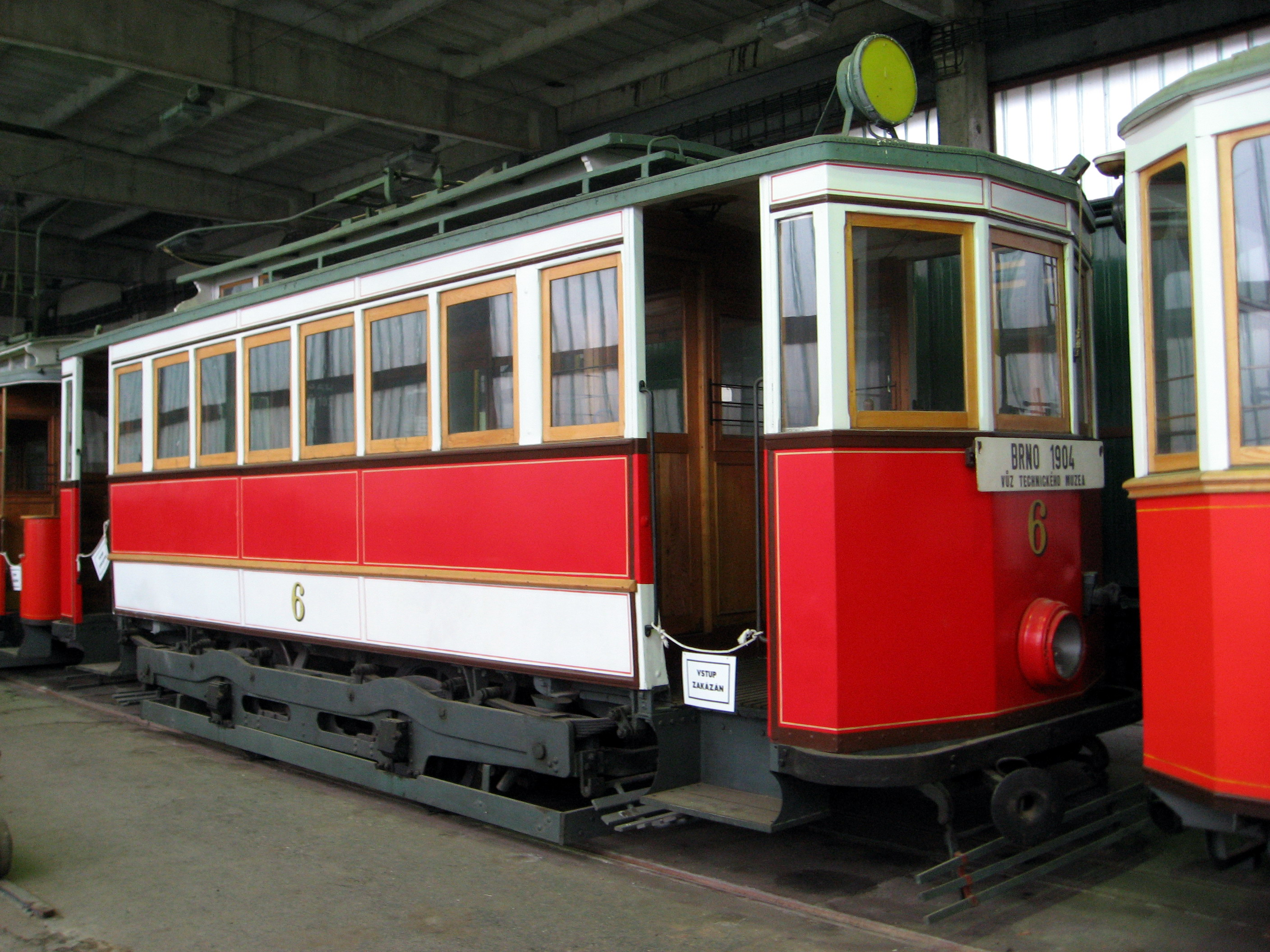
Historische einfarbige Kennzeichnung bei der Straßenbahn Brünn
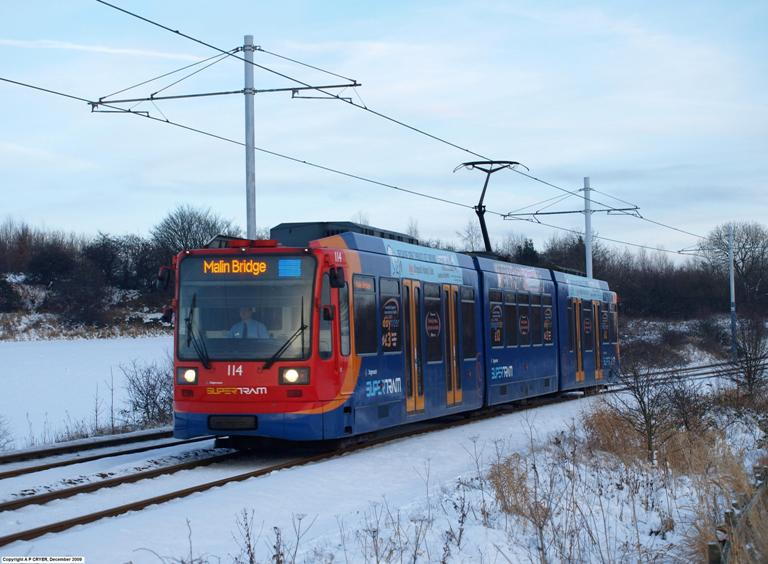
Moderne einfarbige Kennzeichnung in Sheffield
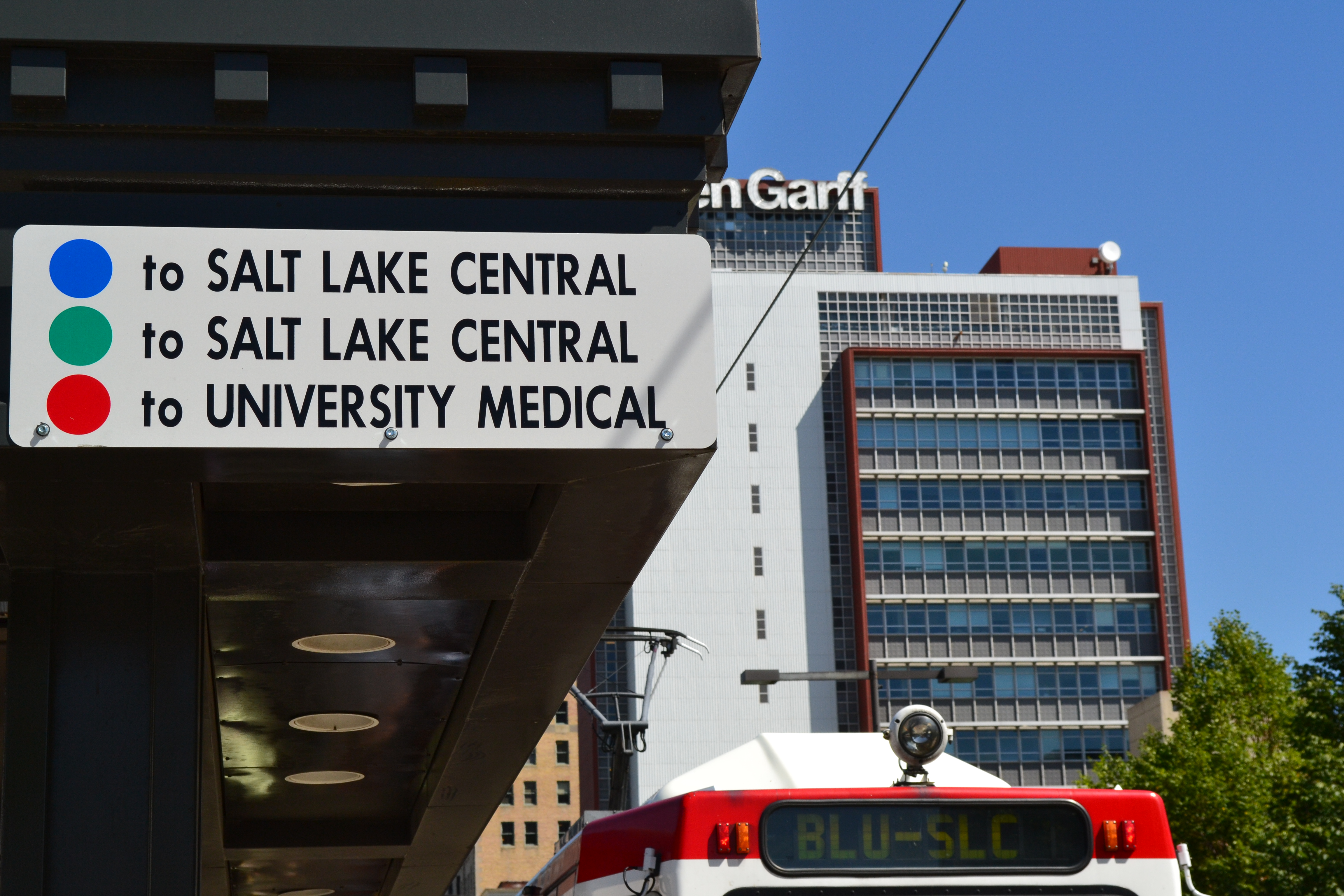
Haltestellenbeschilderung in Salt Lake City

### Mehrfarbige Kennzeichnung

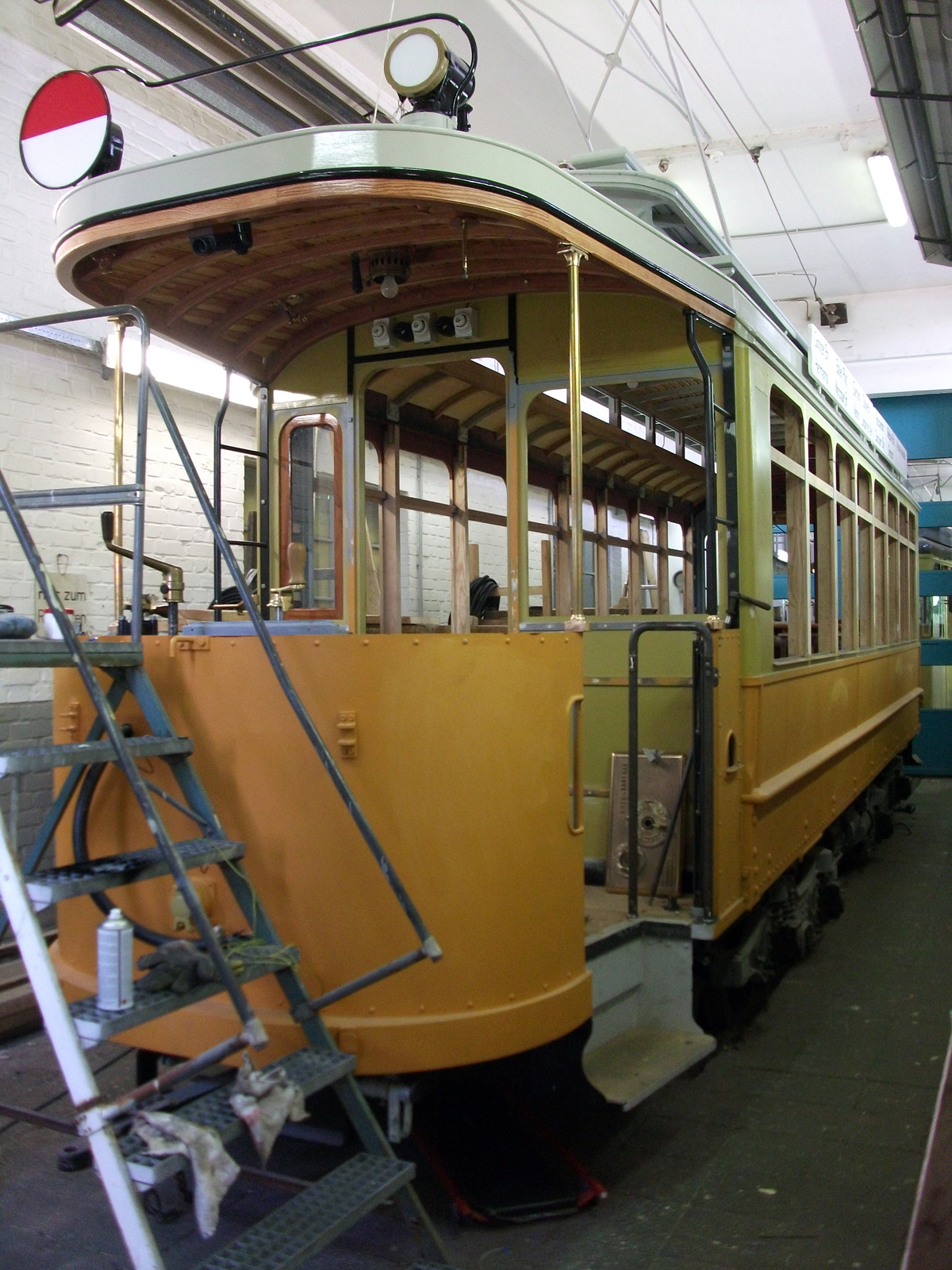
Zweifarbiges Liniensignal in Berlin

Um auch Liniennetze mit einer zweistelligen oder hohen einstelligen Linienanzahl abdecken zu können, setzten sich in größeren Städten schon bald nach Einführung der Linienfarben zwei-, teils auch dreifarbige Symbole durch. Dadurch vervielfachten sich die Darstellungsmöglichkeiten. Hierbei waren die Signalscheiben meist hälftig geteilt – wobei senkrechte, waagerechte und diagonale Teilungen vorkamen. Eine weitere beliebte Form waren senkrecht, waagerecht und diagonal ausgeführte Balken, die im Kontrast zur Hintergrundfarbe der Signalscheibe standen. In Berlin waren beispielsweise – zusätzlich zu den weiterhin verwendeten einfarbigen Signalen – unter anderem folgende Kombinationen aus zwei Farben anzutreffen:
Neue Berliner Pferdebahn:
|  |  |  |  |  |  |  |

Straßenbahnen der Stadt Berlin:
|  |  |  |

Südliche Berliner Vorortbahn:
|  |  |

Typisch für bestimmte Farbkombinationen waren dabei Spitznamen wie Papageienlinie für eine Linie mit rot-grüner Signalfarbe oder Spinat mit Ei für eine grün-gelbe Linie.

### Geometrische Symbole
Ergänzend beziehungsweise alternativ zu den ein- und zweifarbigen Liniensignalen verwendeten insbesondere große Netze oft farbige geometrische Symbole wie Balken, Kreuze, Kreise, Halbkreise, Viertelkreise, Dreiecke, Vierecke, Rauten oder Sterne. Mit ihrer Hilfe konnten noch einmal deutlich mehr Linien unterschieden werden. Eine weitere gängige Variante war die sogenannte Viertelteilung ähnlich einem Kreisdiagramm, das heißt zwei dunkle und zwei helle Flächen die in der Mitte zusammentreffen. In Leipzig beispielsweise wurde die mit einem weißen Stern gekennzeichnete Linie nach Markkleeberg im Volksmund als Sternbahn bekannt, bis heute erinnert die Gaststätte »Zum weißen Stern« – vor der sich die Endstelle befand – an das frühere Liniensymbol.
Bei der Straßenbahn Wien wurde ein solches geometrisches System schon 1874 eingeführt. Die Symbole sind dort später auch als Hieroglyphen-Signale bekannt geworden. Mit ihrer Hilfe sollte insbesondere auch Analphabeten die Unterscheidung der verschiedenen Routen ermöglicht werden. Ferner wies Wien als Hauptstadt des Vielvölkerstaates Österreich-Ungarn eine beträchtliche Anzahl von Einwohnern aus den Kronländern auf, die der deutschen Sprache nicht mächtig waren.

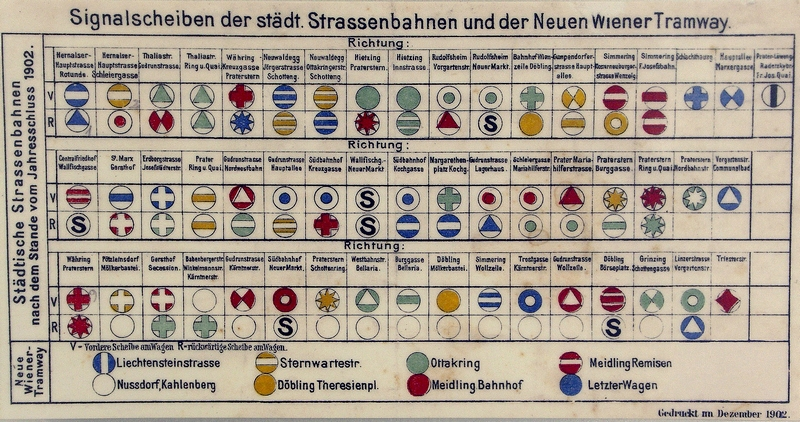
Geometrische Liniensymbole der Straßenbahn Wien aus dem Jahr 1902
Liniensignale der Straßenbahn Sarajevo anlässlich der Elektrifizierung 1895
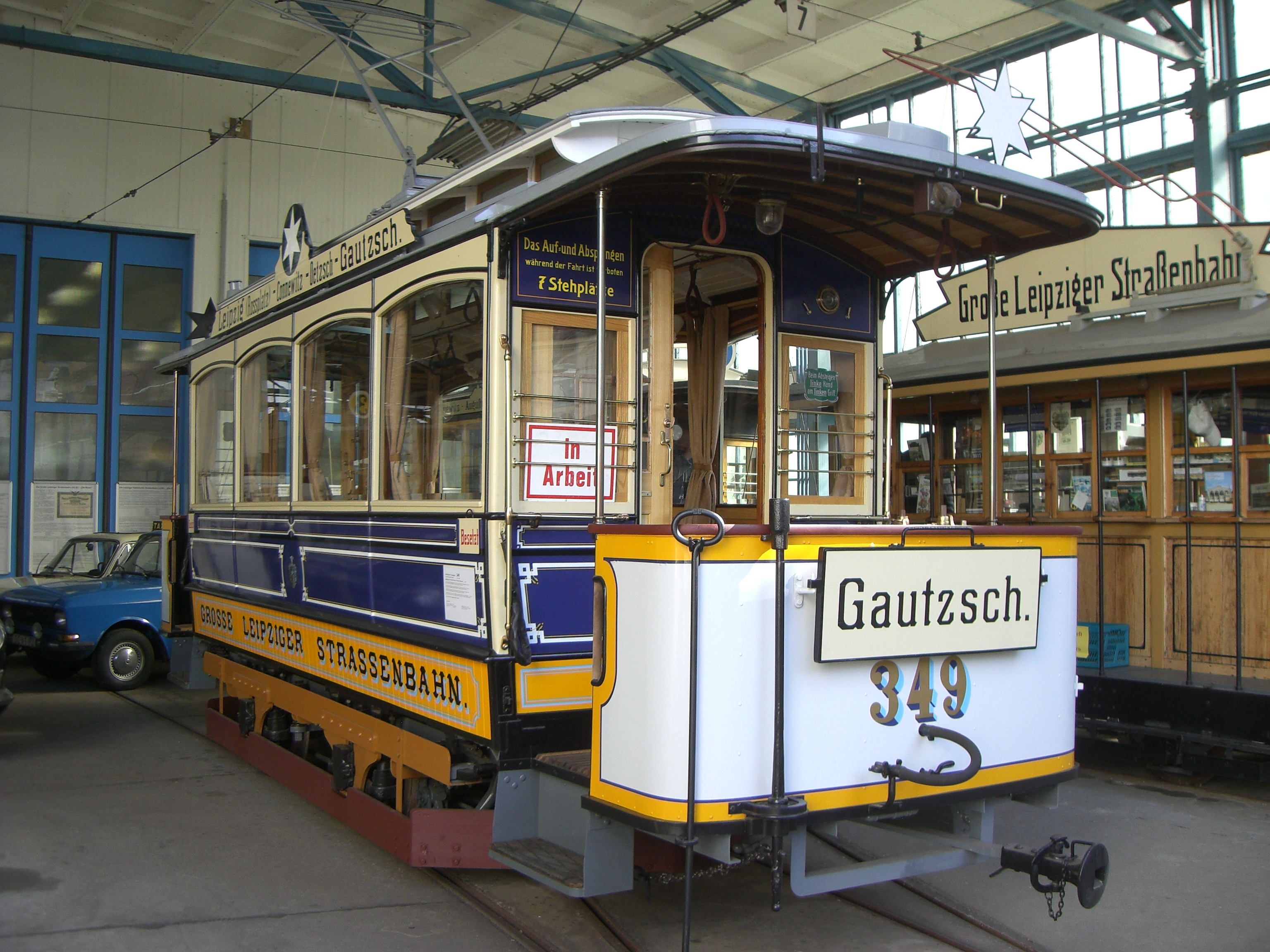
Liniensymbol weißer Stern in Leipzig
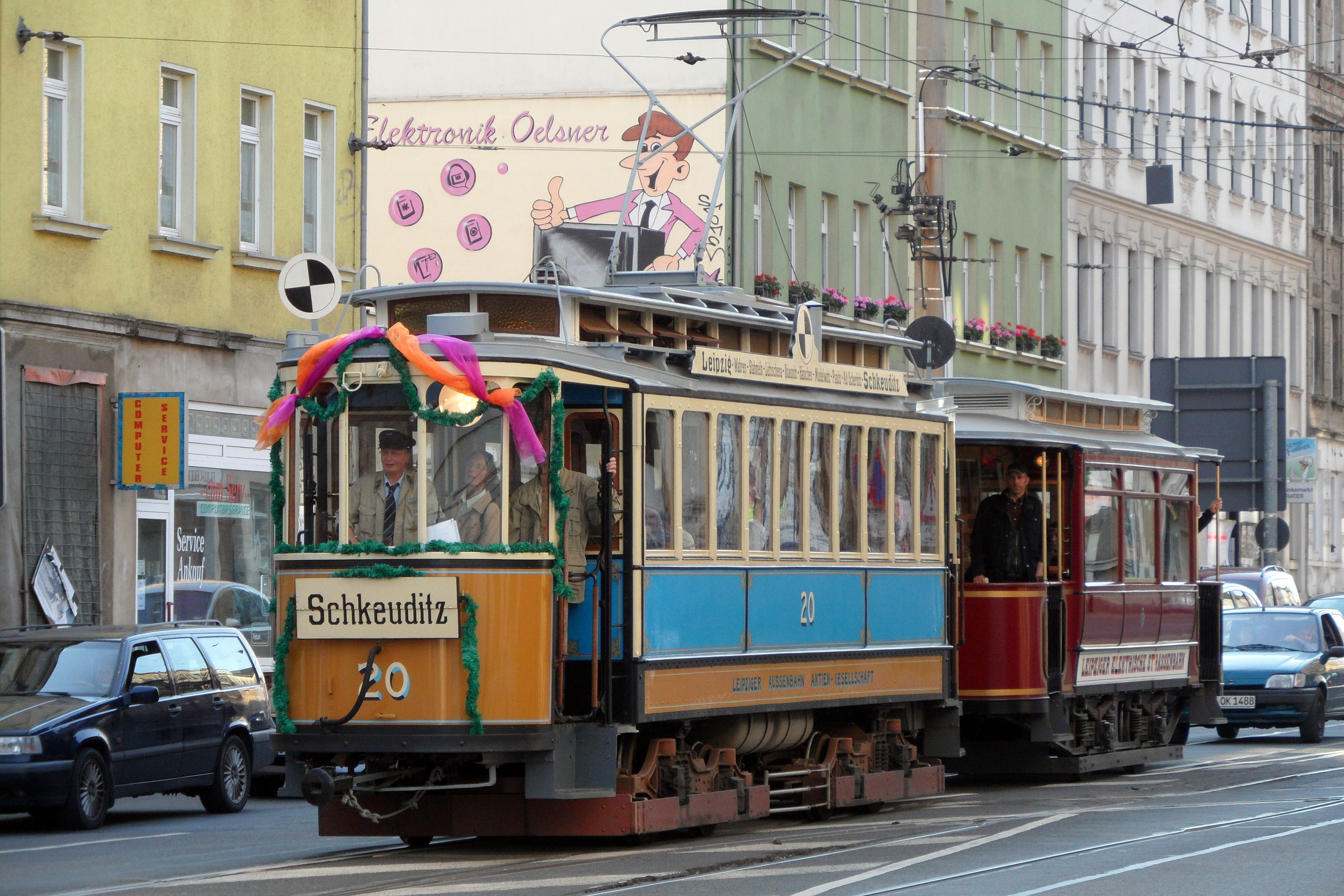
Viergeteilte Signalscheibe in Leipzig, vor Ort als Zwirnsrolle bekannt geworden
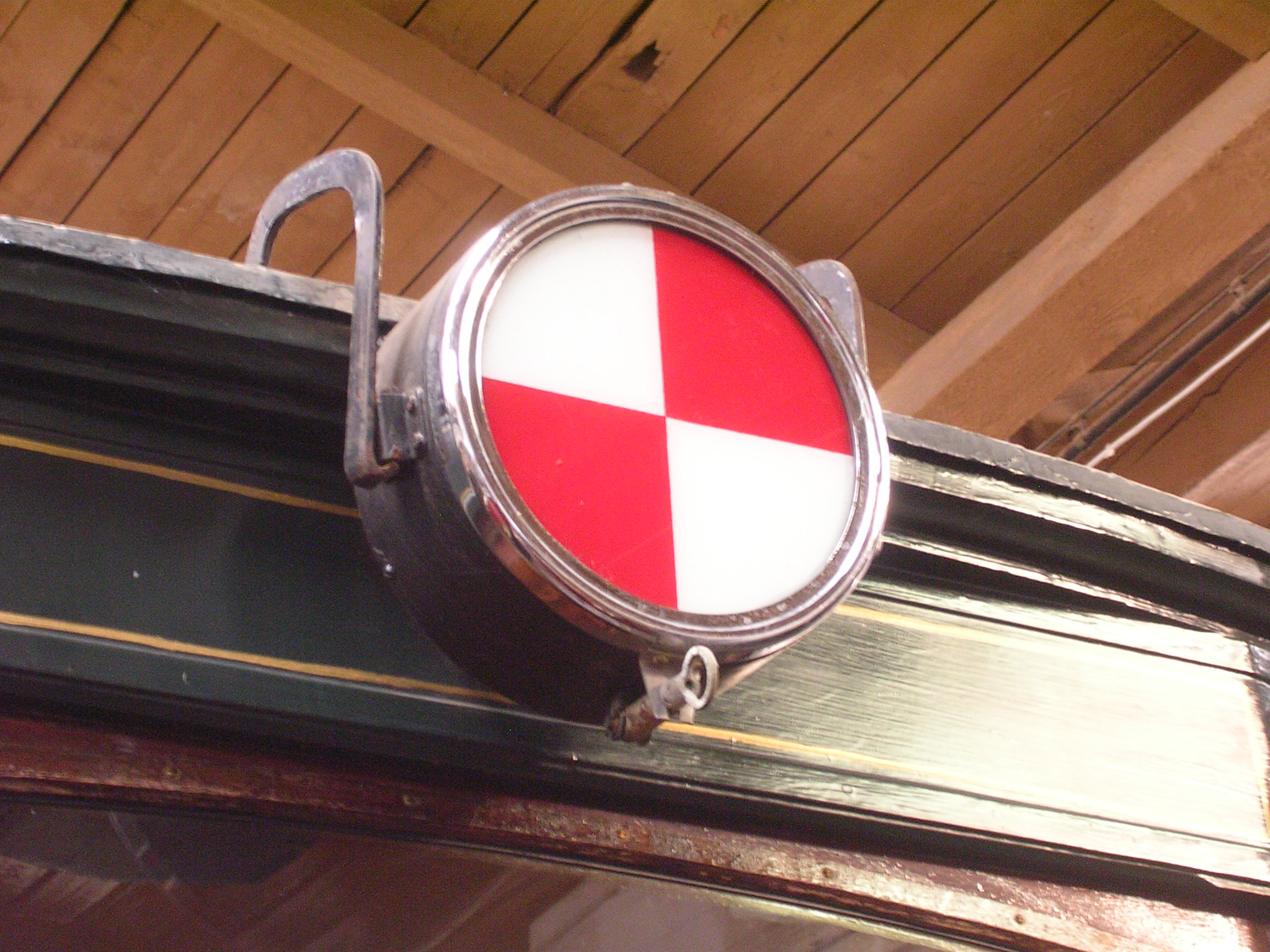
Viergeteilte Signalscheibe in Prag

Die New York City Subway unterscheidet in ihrem Netz zwischen regulären Linien, die überall halten (local), und beschleunigten Linien, die an bestimmten Stationen durchfahren (express). Unter bestimmten Liniennummern werden dabei beide Dienste parallel zueinander angeboten, wobei die local-Züge mit einem Kreis und die express-Züge mit einer Raute (englisch: diamond) gekennzeichnet sind. Bei LED-Anzeigen leuchten die Kreise grün und die Rauten rot. Ältere Wagen wie die im Anschluss auf dem Foto gezeigten »Redbird« hatten rote »EXP«- und grüne »LOCAL«-Lampen an der Front.

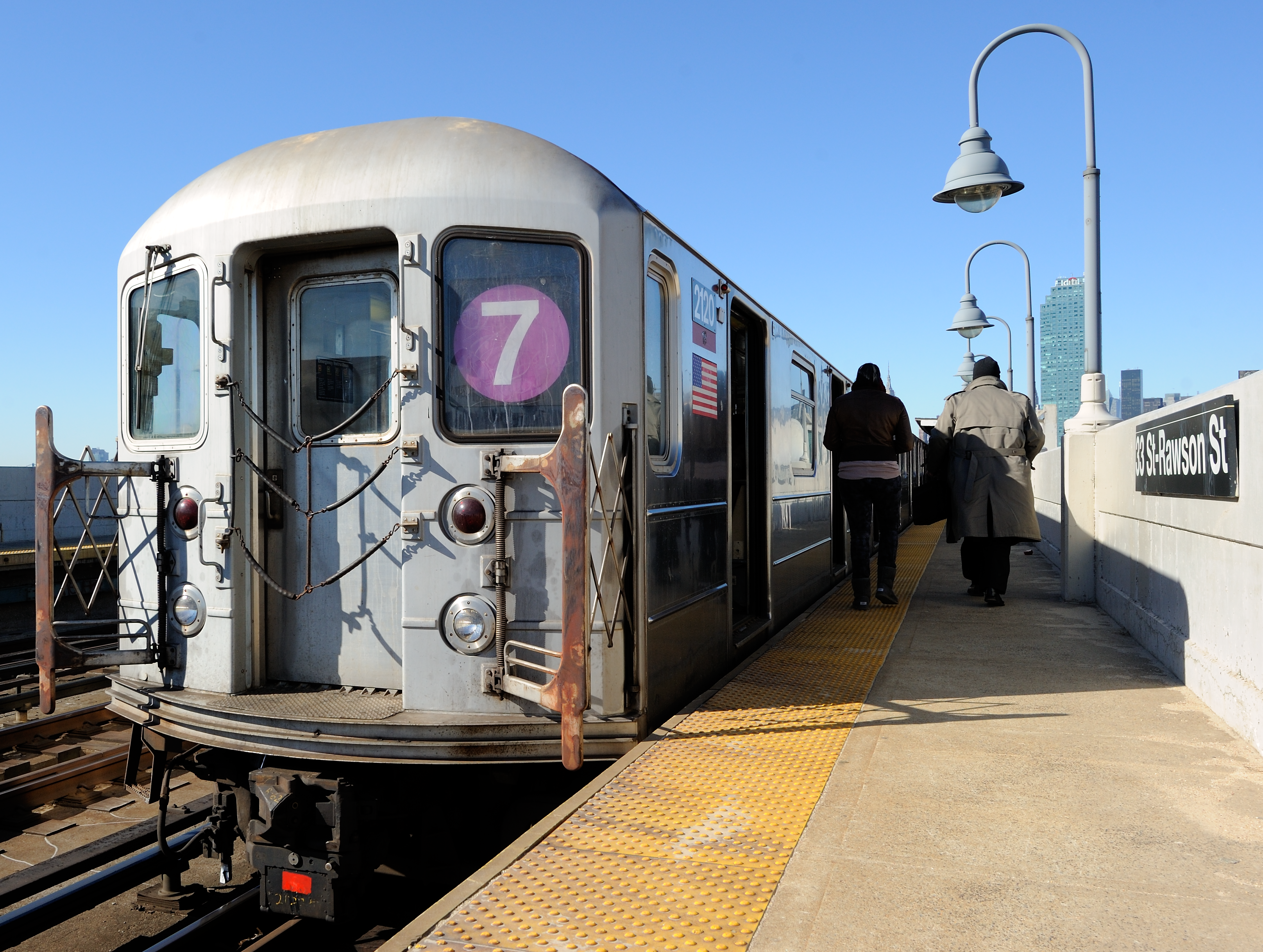
New York City Subway: Kennzeichnung der regulären …
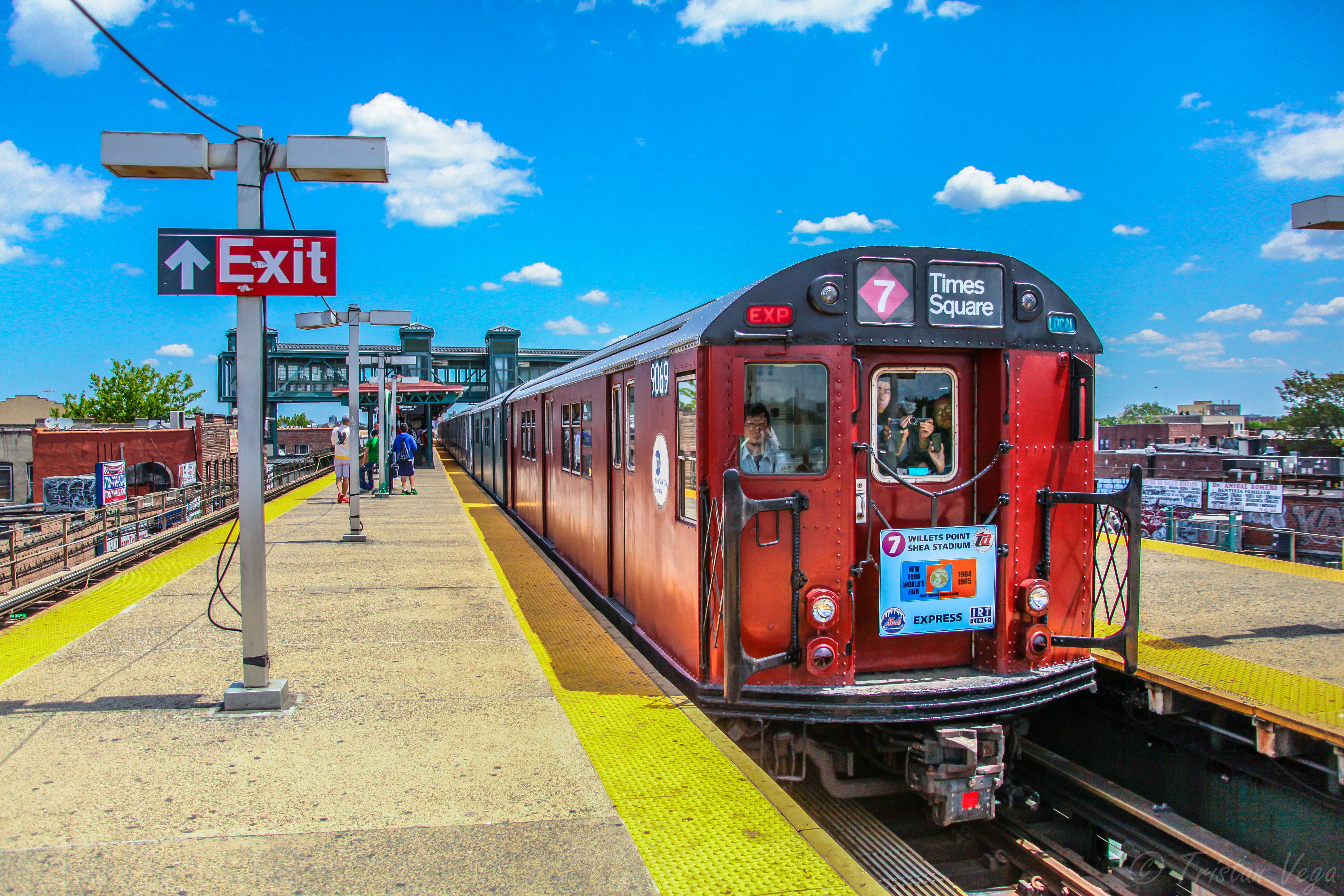
… und der beschleunigten Linie 7
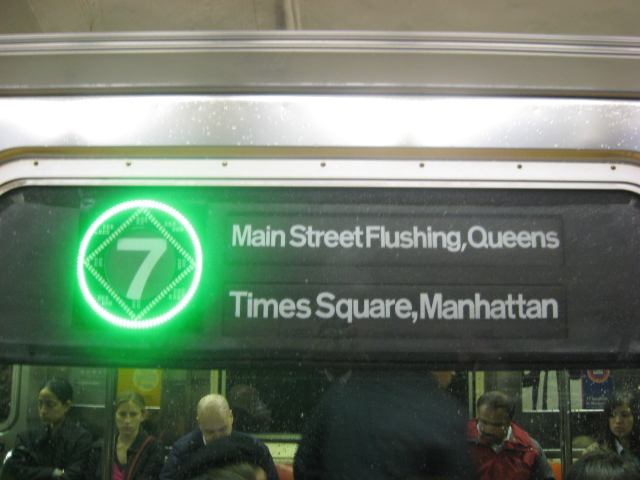
Digitalanzeige der regulären Linie 7
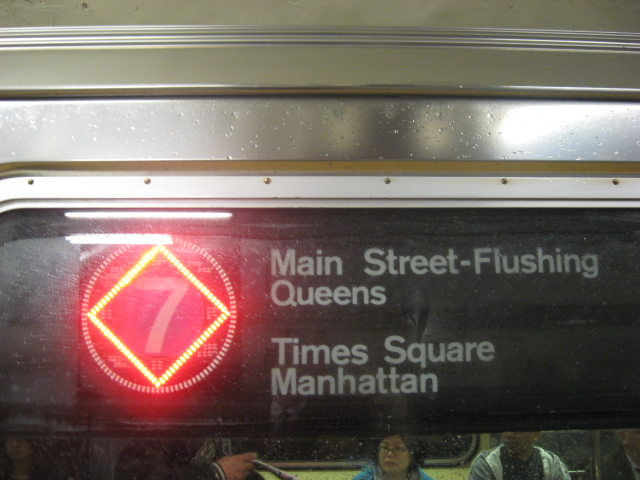
Digitalanzeige der beschleunigten Linie 7

### Römische Zahlen

Die Linie I der Berliner Ostbahnen

Einige Betriebe entschieden sich wiederum für die Verwendung römischer Zahlen zur Unterscheidung ihrer Linien. Meist handelte es sich dabei um kleinere Netze mit einer einstelligen Zahl von Linien. Darunter die Straßenbahn Görlitz von 1890 bis 1906, das Pferdeomnibusnetz in Freiburg im Breisgau von 1893 bis 1901, die Straßenbahn Bern von 1894 bis 1912, die Straßenbahn Graz von 1899 bis 1911, die Straßenbahn Timișoara in Rumänien von 1899 bis 1925, die Straßenbahn München von 1900 bis 1905, die Südliche Berliner Vorortbahn von 1902 und 1922, die Straßenbahn Oradea, die Straßenbahn Krefeld und die Straßenbahn Worms jeweils ab 1906, die Berliner Ostbahnen zwischen 1913 und 1921 sowie die Straßenbahn České Budějovice von 1936 bis 1950.
Fast alle genannten Betriebe verwendeten die römischen Zahlen aber lediglich betriebsintern oder – wie in Graz – nur auf den Fahrplänen. Nur die Berliner Ostbahnen, die Südliche Berliner Vorortbahn sowie die Straßenbahn České Budějovice kennzeichneten ihre Wagen auch offiziell auf diese Weise. In Bremerhaven trugen von 1949 an die beiden Obuslinien römische Ziffern, im Unterschied dazu waren die Straßenbahnlinien mit arabischen Ziffern und die Omnibuslinien mit Buchstaben gekennzeichnet. In Wien wurden zwischen 1924 und 1949 außerdem die drei Innenstadtbuslinien als Linien I, II und III bezeichnet.

### Arabische Ziffern

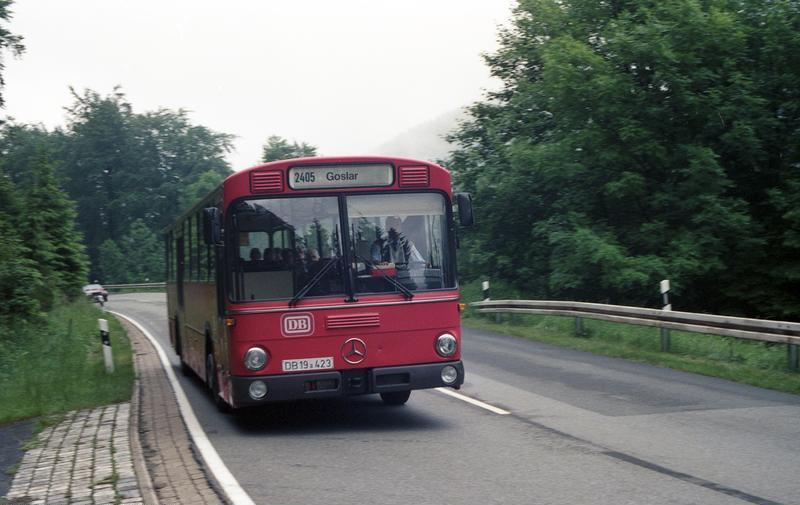
Die frühere Bahnbuslinie 2405

Weltweit am meisten durchgesetzt hat sich die Nummerierung mit arabischen Ziffern. Als erste im deutschsprachigen Raum beschilderte die Hamburger Straßenbahn ab Sommer 1900 ihre Wagen mit solchen arabischen Liniennummern, die Leipziger Elektrische Straßenbahn folgte zum 17. Dezember gleichen Jahres, Berlin 1902. Betriebsintern wurden die Linien in manchen Netzen aber auch schon zuvor mit arabischen Ziffern unterschieden.

### Systematik von Liniennummern
In der Regel erfolgt die Nummerierung von Linien ab 1 aufsteigend. Insbesondere nach Netzumstrukturierungen oder Linieneinstellungen kommt es dabei aber auch zu Lücken, die oft erst nach Jahren wieder belegt werden.
Städtische Linien haben meist kurze ein- oder zweistellige Liniennummern, in Großstädten und innerhalb von Verkehrsverbünden auch dreistellige. Überland- beziehungsweise Regionalbusse tragen oft drei- oder vierstellige Liniennummern, die früheren Post- und Bahnbusse in Deutschland hatten ein vierstelliges Nummernsystem, das auch den Tabellennummern im bundesweiten Bahnbuskursbuch entsprach.
In der Liniennummer sind häufig auch betriebsinterne Informationen enthalten, nicht selten bezeichnet die 1 die wichtigste und/oder älteste Linie eines Netzes. In anderen Fällen handelt es sich um geografische bzw. regionale Zuordnungen. Im Verkehrs- und Tarifverbund Stuttgart (VVS) sind beispielsweise der Stadt Stuttgart die Nummern unter 100, der Region Esslingen am Neckar die 100er Nummern, der Region Waiblingen die 200er Nummern, der Region Backnang die 300er Nummern, der Region Ludwigsburg die 400er Nummern, der Region Bietigheim-Bissingen die 500er Nummern, der Region Leonberg die 600er Nummern und der Region Böblingen die 700er Nummern zugeordnet.
Bei der Straßenbahn Budapest existierten bis 1923 zwei miteinander konkurrierende Gesellschaften. Die BKVT benutzte dabei ungerade Liniennummern (1 bis 77), die BVVV hingegen gerade Nummern (2 bis 50). Ebenso bei der Straßenbahn Dresden, wo nach deren Kauf durch die Stadt Dresden 1906 den Linien der ehemaligen Deutschen Straßenbahngesellschaft in Dresden gerade und denen der ehemaligen Dresdner Straßenbahngesellschaft ungerade Liniennummern zugewiesen wurden.
Eine Besonderheit waren die Linienbezeichnungen der Regionallinien beim Busverkehr in Erfurt, die sich ab den 1960er Jahren nach den Abfahrtsbahnsteigen des zentralen Omnibusbahnhofs richteten. So fuhren beispielsweise die Linien 1a, 1b, 1c, 1d und 1e alle am Bussteig 1 ab, die Linien 2a, 2b, 2c und 2d am Bussteig 2 usw.
Die in Koblenz ansässige KEVAG verwendete Buchstabenzusätze zu den Liniennummern um Linien zu kennzeichnen, die nur einen Teil einer eigentlich längeren Linie bedienten oder umgekehrt über den eigentlichen Endhaltepunkt einer Linie hinausreichten: So fuhr die Linie 8 nach Bendorf, die Linie 8a dagegen fuhr auf gleicher Strecke, endete jedoch bereits in Vallendar, Linie 9 fuhr nach Arenberg, 9a jedoch von dort aus noch weiter bis Immendorf.
Die Liniennummer RE 200 weist auf die Höchstgeschwindigkeit von 200 km/h hin, hierbei handelt es sich um die schnellsten Regionalzüge Deutschlands.

#### Sektorensystem
Bei den Salzburger Stadtwerken existierte zwischen 1986 und 2003 ein sogenanntes Sektorensystem, bei dem das Stadtgebiet entsprechend untergliedert wurde. Die Linie 51 beispielsweise verband dabei den Sektor 5 mit dem Sektor 1, die Linie 29 entsprechend den Sektor 2 mit dem Sektor 9, die Linie 77 verband den Sektor 7 mit dem Hauptbahnhof und Linien mit einer „0“, endeten im Stadtzentrum, aber nicht am Hauptbahnhof.

#### Linienbündel
Gebündelte Linien werden in manchen Städten mit der gleichen Endziffer belegt. So verkehren beispielsweise in Aachen die Buslinien 5, 15, 25, 35, 45, 55 und 65 von der Innenstadt aus alle in die gleiche Richtung, um sich dann in den Vororten zu verzweigen. In Wien dagegen haben alle S-Bahn-Linien der Stammstrecke einstellige Nummern, alle anderen zweistellige.

### Abwandlung der Liniennummer

#### Gestrichene Linien

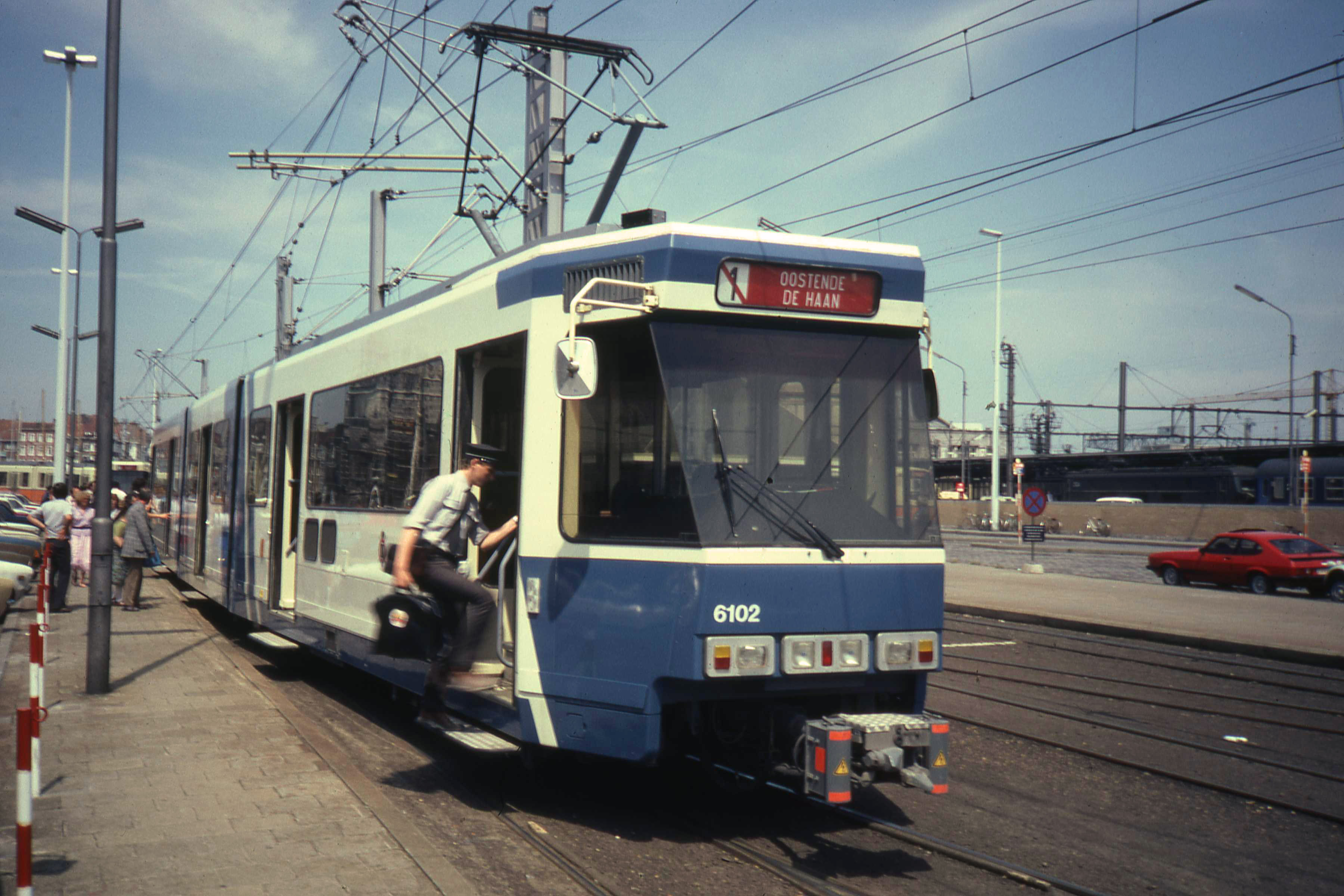
Eine sogenannte gestrichene Linie bei der belgischen Kusttram

Eine Besonderheit stellen sogenannte gestrichene Linien dar. Hierbei wird die eigentliche Liniennummer mit einem diagonalen Querbalken durchgestrichen, um auf eine abweichende Linienführung, eine Verstärkerlinie oder andere betriebliche Besonderheiten aufmerksam zu machen. Alternativ wird der Liniennummer ein Schrägstrich vor- oder nachgestellt. Eine Alternative hierzu stellt ein diagonal durchgestrichenes Zielschild dar.

#### Rote Liniennummern

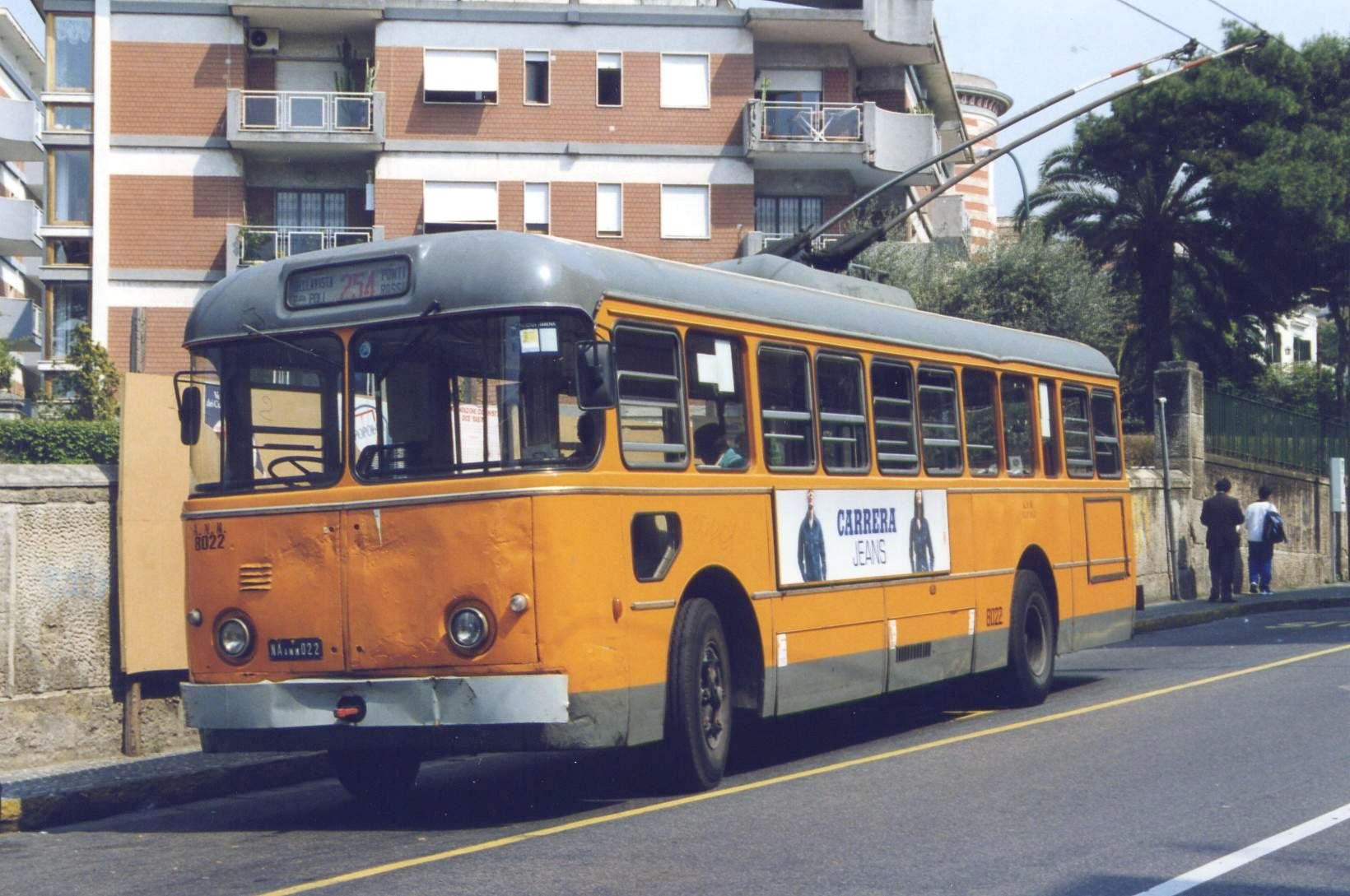
Neapel: ein Wagen der ehemaligen Trolleybuslinie 254 rot im April 1999

Eine weitere Variante leicht abweichende Laufwege, Kurzführungen oder gegenläufige Richtungen von Ringlinien darzustellen sind rote Liniennummern. Hierbei existiert neben der „schwarzen“ Stammlinie zusätzlich eine sogenannte „rote“ Linie mit gleicher Liniennummer. Diese wird aber abweichend mit roter – statt schwarzer – Schrift auf weißem Grund respektive umgekehrt mit weißer Schrift auf rotem – statt schwarzem – Grund signalisiert.
Abweichend davon kennzeichnete die Straßenbahn Leipzig ihre Nachtlinien zeitweise mit einer grünen Liniennummer und die Straßenbahn Krakau ihre Allerheiligenlinien mit einer weißen Liniennummer auf blauem Hintergrund.

#### bis-Linien

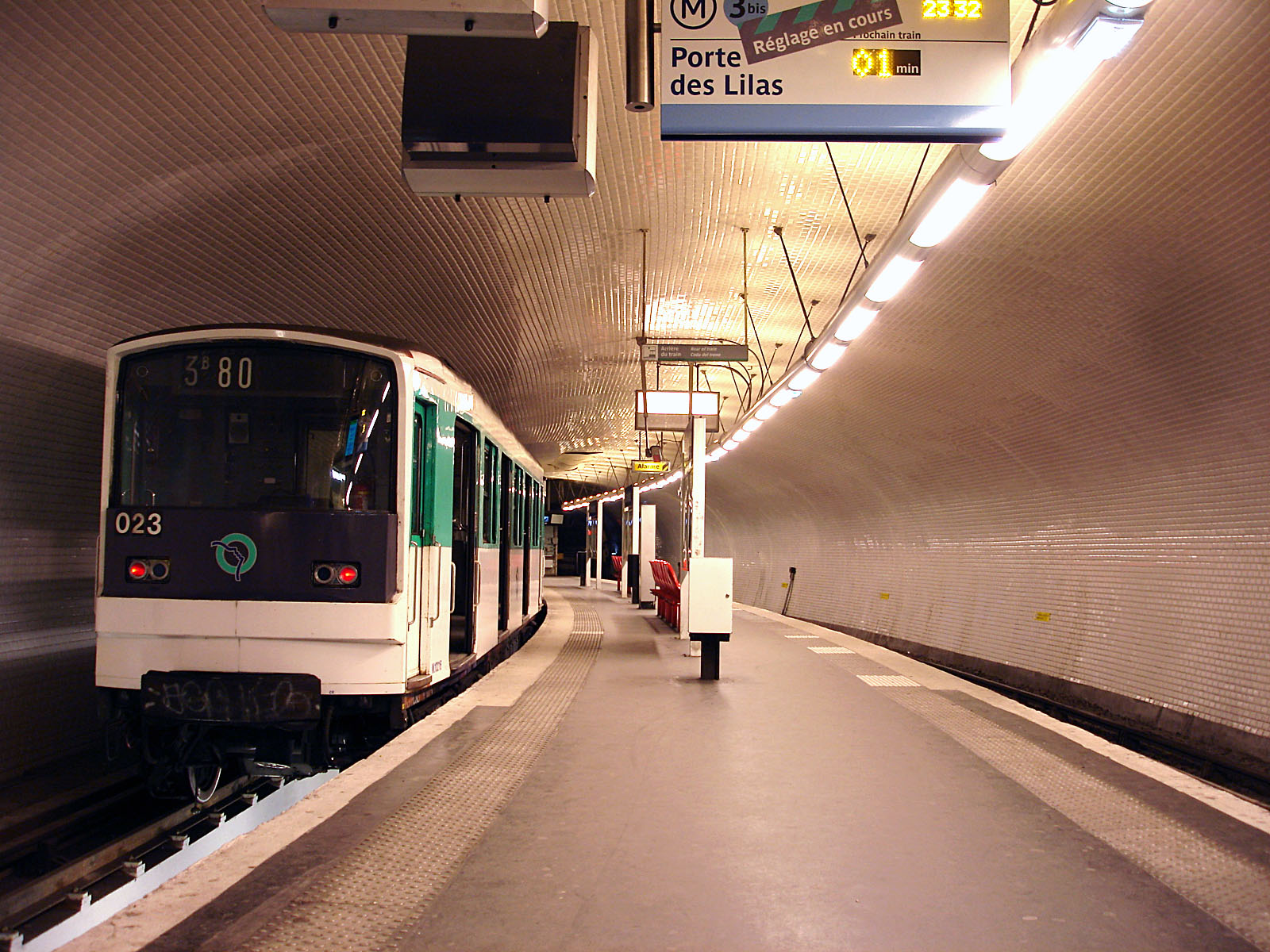
Ein Zug der Linie 3bis in Paris

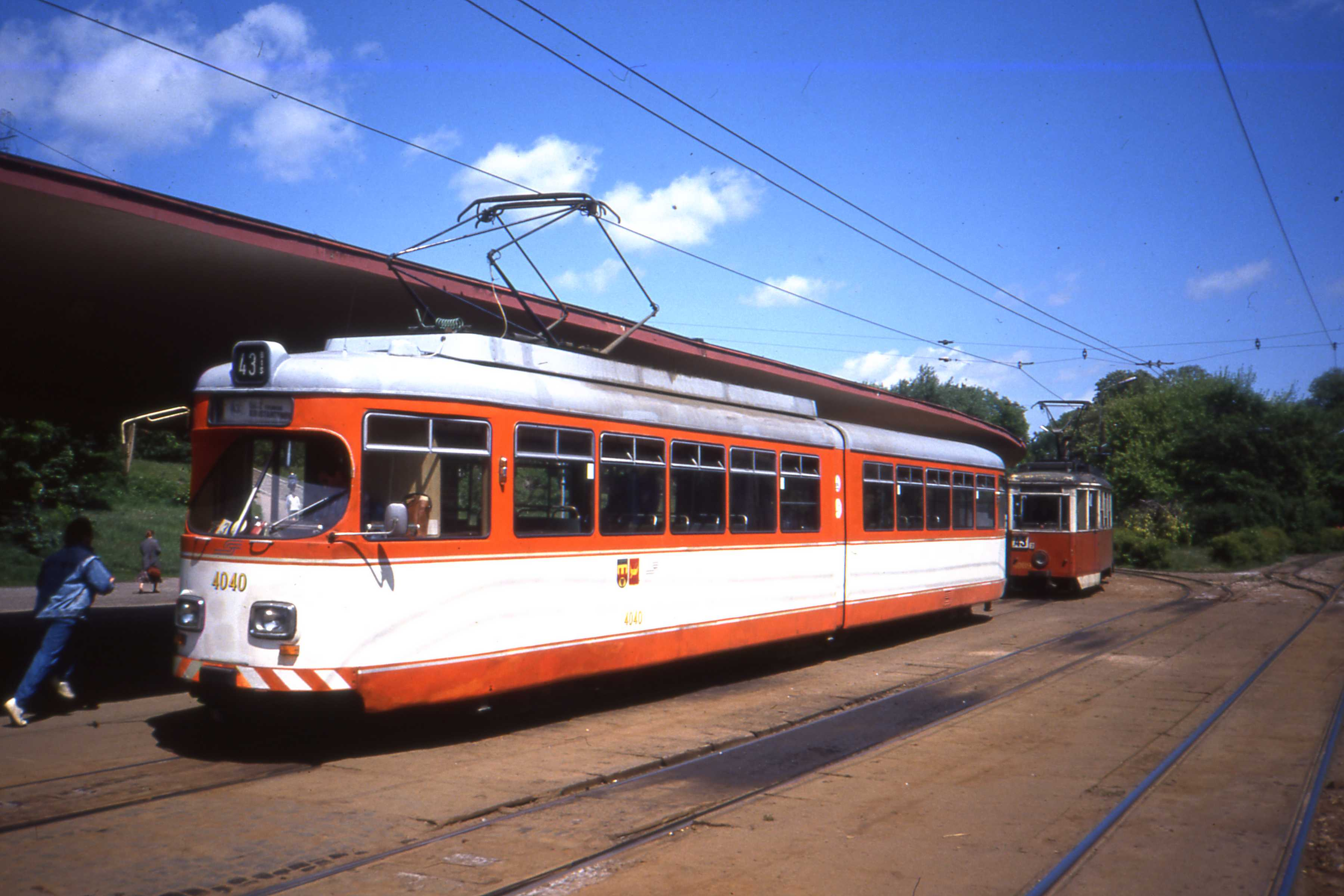
Ein Wagen der ehemaligen Linie 43bis in Łódź

In manchen Städten ist es üblich, bei bestimmten Routen der Liniennummer das lateinische Vervielfältigungszahlwort (Multiplikativ) bis für zweimal hintenanzustellen, wobei der Zusatz teilweise hochgestellt dargestellt wird. Somit wird der Fahrgast darauf aufmerksam gemacht, dass es sich nicht um die Stammlinie selbst, sondern um eine zusätzliche zweite Linie mit gleicher Nummer, aber abweichender Linienführung handelt. Die Kennzeichnung bis ist darüber hinaus auch bei Straßennummern (zum Beispiel bei der französischen Route nationale 5bis), Hausnummern (z. B. für nachträglich eingefügte Hinterhäuser), Gesetzestexten, Bahnsteigbezeichnungen oder Kursbuch-Tabellennummern anzutreffen. Der lateinische Zusatz bis entspricht dabei dem deutschen Suffix a. Demnach wäre also eine Linie 1bis eine Zusatzlinie 1a zur regulären Linie 1, die ihrerseits als Stammlinie keinen Zusatz trägt. Beispiele für bis-Linien sind:
- in Frankreich:
  - die Linien 3bis (seit 1971) und 7bis (seit 1967) der Métro Paris
  - die von 1989 bis 1994 existierende Linie 1bis der Métro Lille, heute als Linie 2 bezeichnet
  - die ehemalige Linie 1bis der Straßenbahn Lille
  - die ehemalige Autobuslinie 1bis des Verkehrsunternehmens Ritmo aus Haguenau
  - die Autobuslinien 38bis, 75bis, 76bis und 77bis des Verkehrsunternehmens CarSud auf Réunion

- in Belgien:
  - die ehemalige Überlandstraßenbahnlinie 258bis der Buurtspoorwegen van de provincie Antwerpen
  - die ehemalige Überlandstraßenbahnlinie 307bis der Buurtspoorwegen van de provincie Henegouwen
  - die ehemalige Überlandstraßenbahnlinie 370bis der Buurtspoorwegen van de provincie Oost-Vlaanderen
  - die ehemalige Überlandstraßenbahnlinie 460bis der Buurtspoorwegen van de provincie Luik
  - die ehemalige Überlandstraßenbahnlinie 581bis der Buurtspoorwegen van de provincie Limburg
  - die Autobuslinie Cbis des Unternehmens Transport en Commun

- in Polen:
  - diverse Linien der Straßenbahn Łódź bis 2012
  - eine temporäre Baustellenlinie der Straßenbahn Toruń im Jahr 2017[18]
  - die 1958 eröffnete Linie 1bis der Straßenbahn Stettin, 1963 in Linie 9 umbenannt[19]

- in Italien:
  - diverse Linien der Straßenbahn Neapel in den 1930er Jahren
  - die Autobuslinien 1bis und 2bis der Verkehrsgesellschaft S.A.C. S.r.l. aus Bra

- in Spanien:
  - die ehemaligen Autobuslinien 4bis und 12bis in Castellón de la Plana

#### Negativ- und Positivschrift

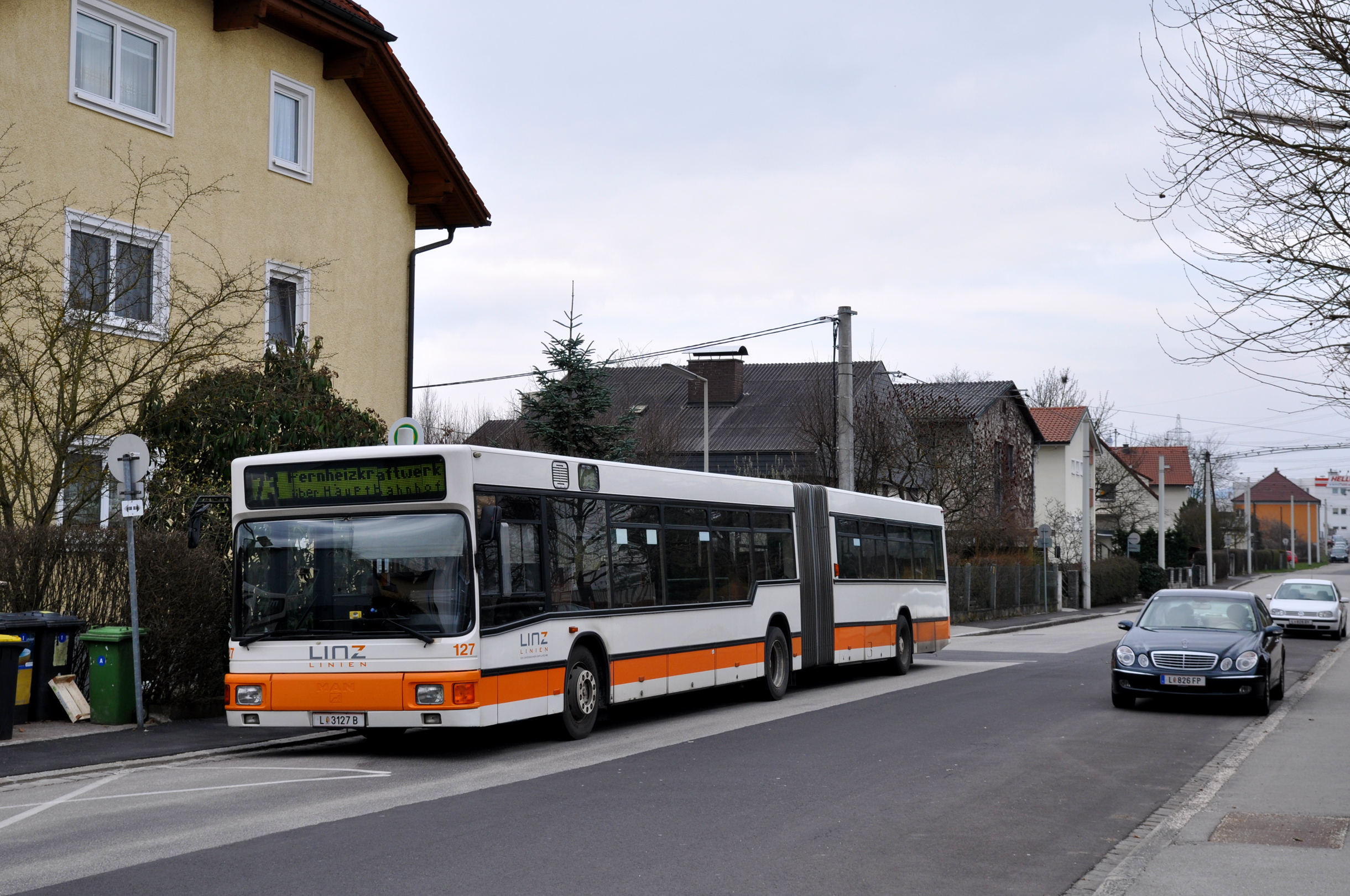
Linz: anhand der Positivschrift ist zu erkennen, dass es sich um eine Schnelllinie handelt

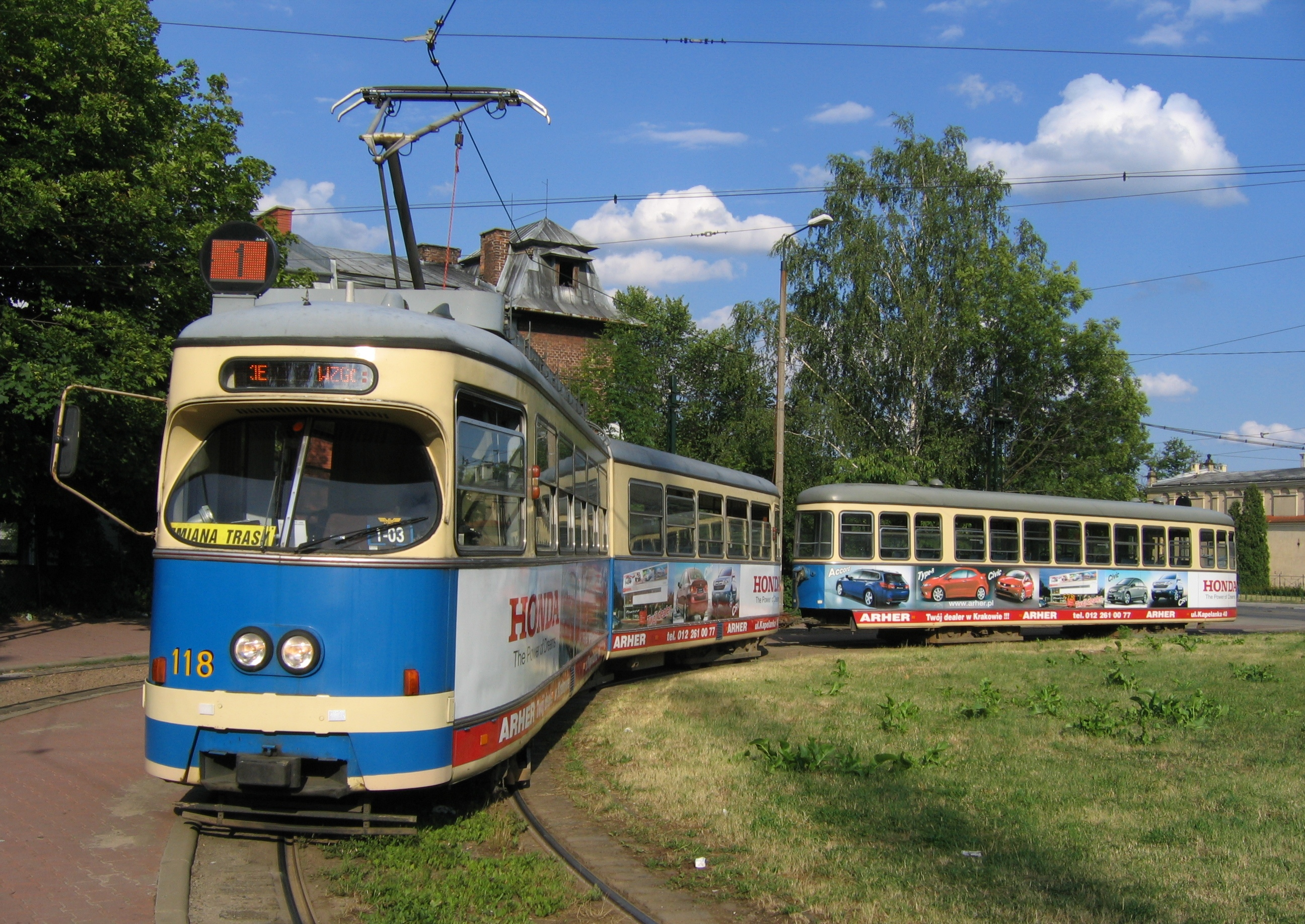
Krakau: Anhand der dunklen Ziffer auf hellem Hintergrund können die Fahrgäste erkennen, dass dieser Zug der Linie 1 umgeleitet wird

Eine weitere Variante, abweichende Linienwege zu kennzeichnen, ist die parallele Verwendung von Liniensignalen in Negativ- bzw. Positivschrift. So kannte die Leipziger Straßenbahn um 1900 eine Linie G mit weißem Buchstaben auf grünem Grund (Gohlis–Rennbahn/Pestalozzistraße) und eine Linie G mit grünem Buchstaben auf weißem Grund (Gohlis–Bayerischer Bahnhof). Eine ähnliche Einteilung existierte in jener Zeit auch bei der Linie M. Zusätzlich wurde Negativschrift bei hinterleuchteten Liniennummern- und Zugzielanzeigen im Zweiten Weltkrieg aufgrund der Verdunkelung eingeführt. Sie erwies sich als vielfach besser lesbar, einige Nahverkehrsunternehmen wie die Leipziger Verkehrsbetriebe behielten die Anzeigen mit Negativschrift daraufhin bis zur Ablösung der Zielfilmeinrichtungen bei. Bei LED- und Segmentanzeigen hat sich die Negativschrift weitgehend durchgesetzt. Die Straßenbahn Krakau nutzt ihre Digitalanzeigen, um Kurse die nicht ihren regulären Linienweg befahren können, in Positivschrift anzuzeigen. Im Gegenzug dazu werden normal verkehrende Wagen stets mit Negativschrift signalisiert. In Linz werden Schnellbuslinien abweichend in Positivschrift dargestellt.

#### Suffixe

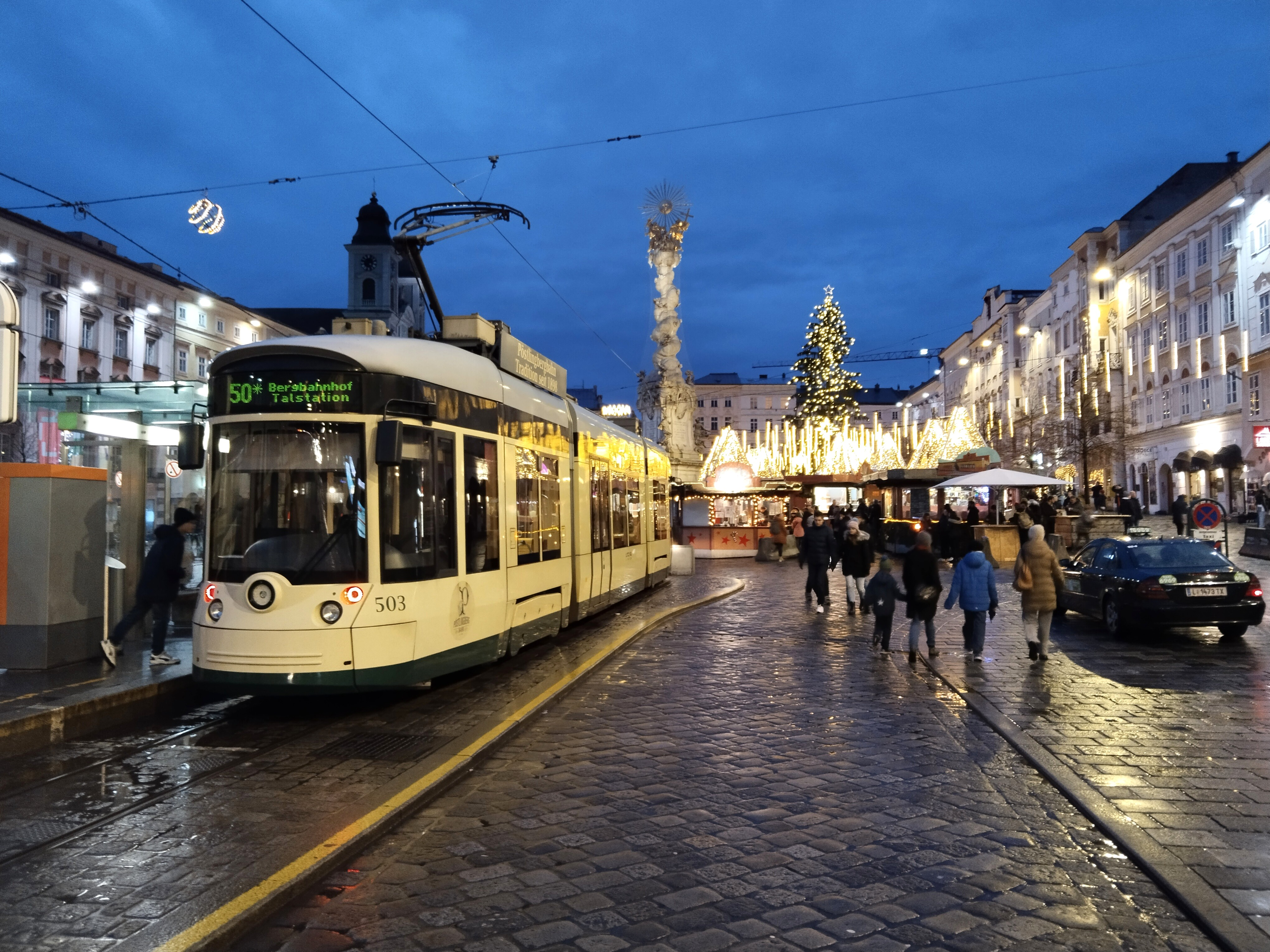
Einziehfahrt der Pöstlingbergbahn als Linie 50* in Linz

In Linz werden kurzgeführte Kurse von Straßenbahn-, (Oberleitungs-)Buslinien und der Pöstlingbergbahn, die ihre reguläre Endstation nicht erreichen (bei Einziehfahrten, Verstärker-, Abend- und Wochenendkursen) mit einem der Liniennummer nachgestellten * bezeichnet (z. B. 1*, 27*, 50*). Linien, die eine vom regulären Linienweg abweichende Endstation anfahren, werden mit einem der Liniennummer nachgestellten Kleinbuchstaben bezeichnet (z. B. 3b, 33a, 45a).

#### Sonstiges

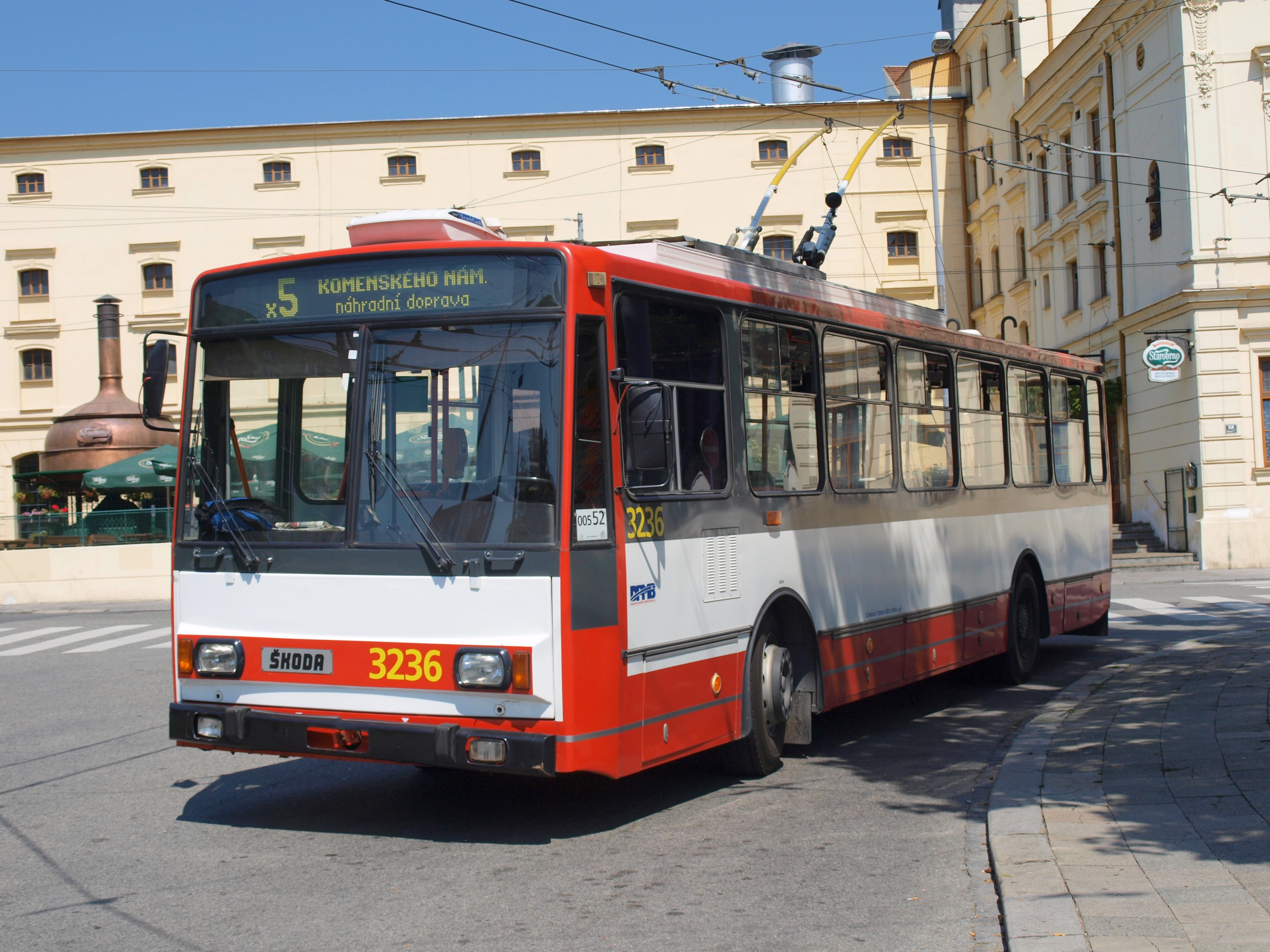
Die umgeleitete Trolleybuslinie x5 in Brno

Im tschechischen Brno werden umgeleitete Linien mit einem zusätzlichen x vor der Liniennummer gekennzeichnet, um die Fahrgäste auf den abweichenden Linienweg aufmerksam zu machen.
In Wien war es üblich, dass die letzte Straßenbahn vor der nächtlichen Betriebspause durch ein blaues Schlusslicht gekennzeichnet wurde. Auf diese Gepflogenheit spielt der Text eines in den 1920er Jahren populären Schlagers an „Wenn die letzte Blaue geht“ („....erst wenn die letzte Blaue geht, erst in die Bar der Gent, der schlaue geht...“).
Beim Oberleitungsbus Salzburg verkehren die Einziehfahrten in die Garage generell ohne Liniennummer, sie werden lediglich mit der Zielbezeichnung der letzten Haltestelle beim Depot, der Haltestelle Polizeidirektion, und der Wegstrecke bezeichnet (z. B. Hauptbahnhof-Zentrum-Polizeidirektion).

### Präfixe für verschiedene Verkehrsmittel
Typischerweise werden etwa im deutschsprachigen Raum Nachtlinien mit dem Präfix oder dem Suffix „N“ gekennzeichnet, S-Bahn-Linien mit dem Präfix „S“, U-Bahn-Linien mit einem „U“, Bahnlinien des Regionalverkehrs mit einem „R“, „RB“ oder „RE“ (siehe unten), Fähren mit einem „F“, eine Taxilinie mit einem T und Anrufsammeltaxis mit dem Kürzel „AST“. Für Metrobus-Linien wird teilweise ein „M“ beziehungsweise für Schnell- oder Expresslinien ein „S“ oder „X“ verwendet.
Oberleitungsbus-Linien wurden früher teilweise mit einem vorangestellten „O“ versehen. Andernorts – etwa in Berlin – gab es Autobuslinien mit einem vorangestellten A. Bei der Straßenbahn Potsdam wiederum stand das „A“ für Ausflugslinie. In Wien tragen die meisten Autobuslinien das Suffix „A“ oder „B“, um sie von den Straßenbahnlinien abzugrenzen. Die Linienbezeichnungen dienen dabei auch zur Darstellung der Angebotsqualität. Eine Regional-Express-Linie (RE) unterscheidet sich qualitativ von einer Regionalbahn-Linie (RB).

### Liniensignal 0

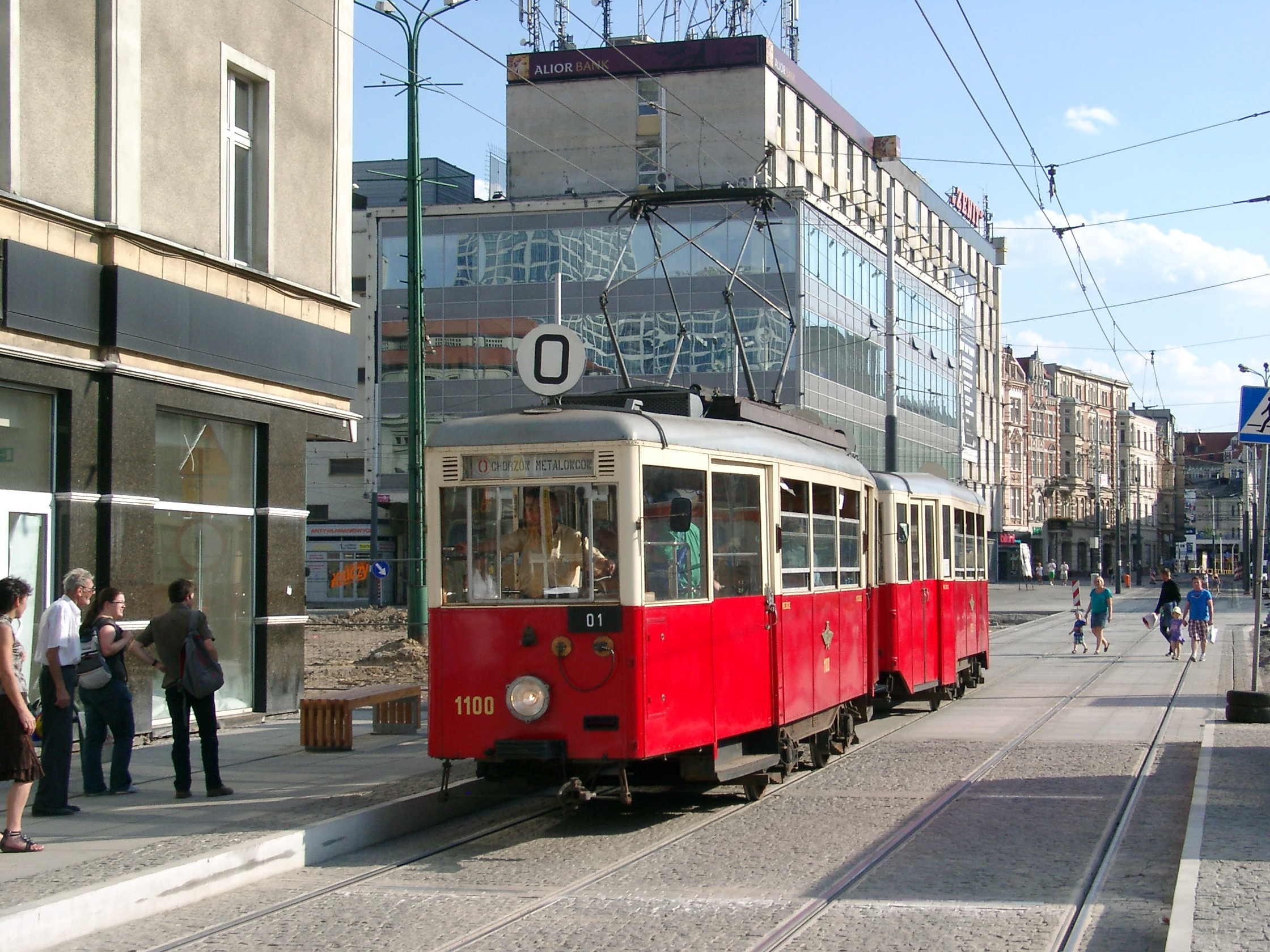
Die ehemalige Museumslinie 0 im oberschlesischen Industriegebiet

Relativ selten ist das Liniensignal Null. Es war beispielsweise bis 30. Juni 2023 bei der belgischen Kusttram anzutreffen, wo es zuvor einige Jahre auch auf Fahrplänen und Haltestellenschildern angegeben wurde. An den Fahrzeugen war die Liniennummer jedoch nicht angeschrieben, weil der Betrieb nur eine Verbindung anbietet und somit keine Verwechslungsgefahr besteht. Ebenso existiert im polnischen Toruń eine Autobuslinie 0. Darüber hinaus wird beziehungsweise wurde die Null bei der Straßenbahn im oberschlesischen Industriegebiet (bis 2014), bei der Straßenbahn Krakau, bei der Straßenbahn Posen, bei der Straßenbahn Stettin und bei der Straßenbahn St. Petersburg (vorübergehend im Sommer 2006) jeweils für eine historische Museumslinie verwendet. In Posen und Stettin handelt es sich außerdem um Ringlinien, das heißt die Form der Ziffer 0 ist eine Anlehnung an die Streckenführung. Auch bei der Straßenbahn Frankfurt am Main war die frühere Linie 0 eine spezielle Stadtrundfahrtlinie mit Musikbeschallung und Apfelwein-Ausschank sowie einem Sondertarif. Sie verkehrte von 1938 bis 1942 und gilt als Vorläuferin des heutigen Ebbelwei-Expreß. Ferner fuhr bei der Straßenbahn Debrecen im Jahr 1956 vorübergehend eine Baustellen-Pendellinie mit der Nummer 0. Bei der Straßenbahn Melbourne verkehrte die touristisch geprägte City Circle tram bis 2003 unter der Linienbezeichnung 00, danach als Linie 35.
Außerdem existieren beziehungsweise existierten in Breslau (seit 1948), Innsbruck (1923–1924) und Miskolc (1970–2015) aber auch reguläre Ringlinien mit der Linienbezeichnung 0. Im oberschlesischen Industriegebiet verkehrt seit 2014 ebenfalls eine gewöhnliche Linie mit dieser Nummer, die jedoch keine Ringlinie ist.
Als Besonderheit kennzeichnen der Sankt Petersburger Verkehrsbetrieb Gorelektrotrans sowie die Straßenbahn Kassel ins Depot einrückende oder von dort ausrückende Kurse mit dem Liniensignal 0, bei der Straßenbahn Hiroshima wird es hingegen für Betriebsfahrten ohne Fahrgäste genutzt.

### Sondersignal E
Eine Besonderheit ist das Liniensignal E, oft in weißer Schrift auf rotem Grund oder roter Schrift auf weißem Grund. Damit werden in deutschsprachigen Ländern besondere Fahrten ohne Liniennummer gekennzeichnet. E steht dabei für Einlage-, Einrück-, Einsatz-, Einsetz-, Einschub-, Einzieh-, Entlastungs-, Ersatz-, Extrafahrt bzw. -wagen. E-Wagen werden üblicherweise dispositiv eingesetzt und stehen deshalb nicht im Fahrplan, unter anderem weil selbst regelmäßig durchgeführte Extrafahrten jederzeit entfallen können. Auch Schienenersatzverkehre oder Eilkurse werden oft mit dem Signal E gekennzeichnet.
Im Fall der Verwendung als vor- oder nachgestelltes „E“ mit Liniennummer handelt es sich in der Regel um Berufsverkehrs-Verstärkerlinien oder Einsatzlinien, die einen Teil der jeweiligen Stammlinie befahren.

### Fahrtrichtungsabhängige Bezeichnungen
Vereinzelt ist bzw. war es üblich, die beiden Fahrtrichtungen einer Relation mit unterschiedlichen Liniennummern zu belegen. So fuhr beispielsweise in Bern zwischen 1912 und 1947 die Linie 1 vom Friedhof nach Brückfeld und die Linie 2 von Brückfeld zum Friedhof. Insgesamt gab es auf diese Weise bis zu zehn Linien bei nur fünf Relationen. Gleichartige Systeme existierten beim Stadtbus in Osnabrück in den 1990er Jahren, beim ehemaligen Trolleybus Lugano, bei der ehemaligen Straßenbahn Lausanne und bei den Verkehrsbetrieben Karlsruhe von 1958 bis 1969. In Lausanne und Karlsruhe lagen zwischen den beiden Fahrtrichtungen dabei zehn Zähler, so dass zumindest die Endziffer gleich war. Somit verkehrten in Lausanne beispielsweise 1938 die Linienpaare 1/11, 2/12, 3/13, 4/14, 6/16, 7/17, 8/18 und 9/19.
Bei der S-Bahn Wien erfolgte die Bezeichnung der Linien von 2005 bis 2012 ebenfalls nach dem Zielort des Zuges. So hatten beispielsweise alle nach Gänserndorf fahrenden Züge das Liniensignal S1, die dort abfahrenden Züge trugen hingegen das Liniensignal S9, das auf einen Endpunkt im Verlauf der Südbahn hinwies. Zuvor war dieses Prinzip bereits zwischen 1925 und 1978 bei der Wiener Elektrischen Stadtbahn üblich, dort verkehrte die Linie DG von Hietzing nach Meidling und die Linie GD von Meidling nach Hietzing.
Die fahrtrichtungsabhängige Linienbezeichnung soll vor allem verhindern, dass ortsfremde Fahrgäste an einer ihnen unbekannten Haltestelle zwar in die richtige Linie, aber in die falsche Fahrtrichtung einsteigen. Über die genannten Beispiele hinaus ist das Prinzip insbesondere bei Ringlinien anzutreffen. In diesem Fall wird vermieden, dass der Fahrgast einen unnötigen Umweg über den längeren Teil des Rings fährt, weil sein Fahrtziel in der Gegenrichtung schneller zu erreichen ist. Aktuell ist dies beispielsweise in Hannover der Fall, mit den Ringlinien 100 und 200.

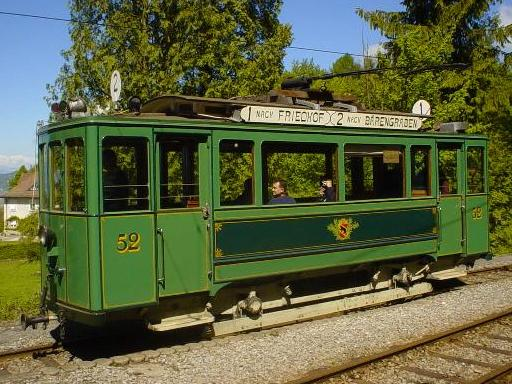
Dieser historische Berner Tramwagen ist sowohl als Linie 1 (Bärengraben–Friedhof) als auch als Linie 2 (Friedhof–Bärengraben) beschildert, an den Endpunkten musste die Beschilderung somit nicht gewechselt werden
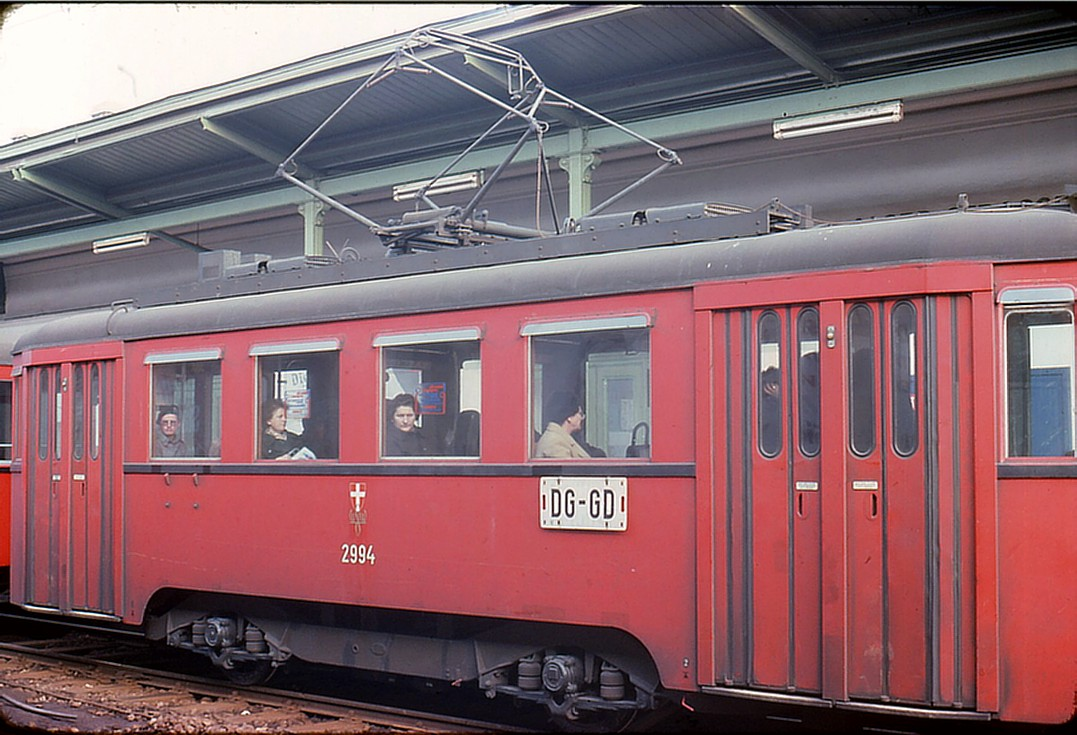
Gemeinsames Linienschild der Linien DG und GD der Wiener Stadtbahn, 1978

### Doppellinien

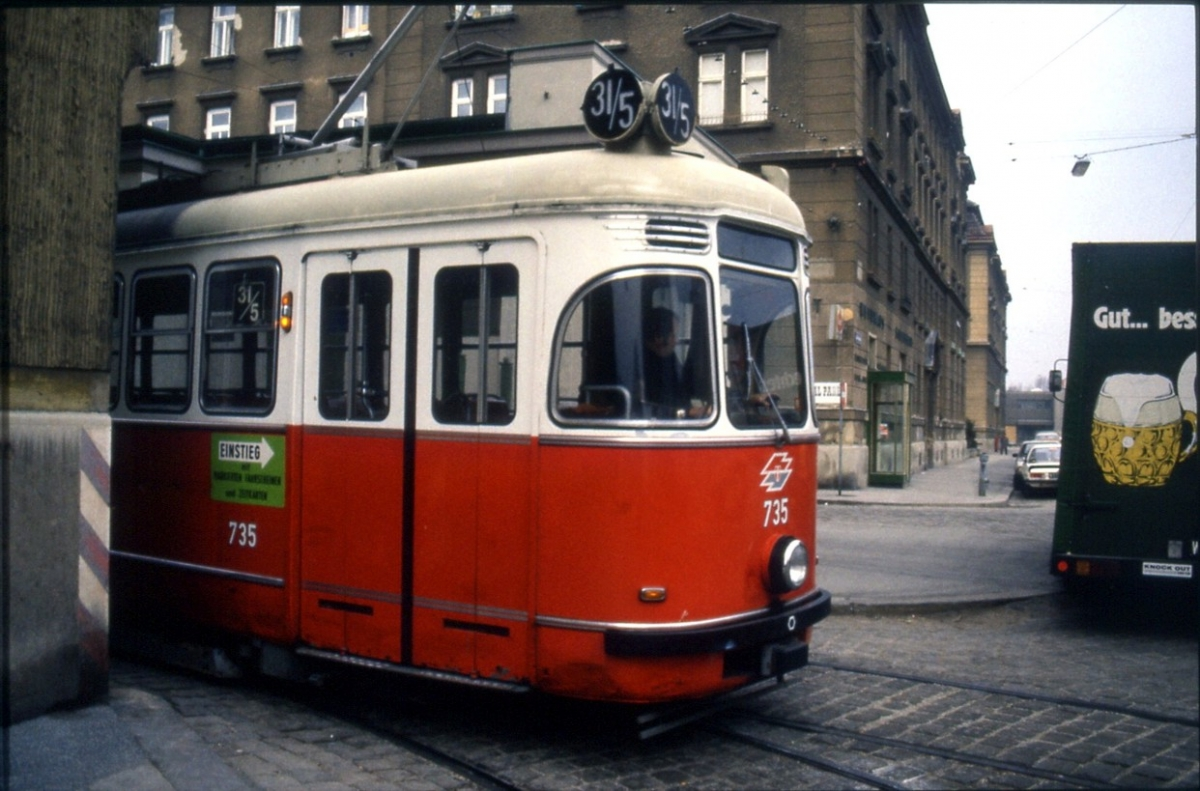
Ein Wagen der ehemaligen Wiener Doppellinie 31/5

Signet der temporären Augsburger Baustellenlinie 13, die eine Kombination aus den regulären Linien 1 (Kennfarbe Rot) und 3 (Kennfarbe Gelb) darstellte

Werden zwei Linien zu bestimmten Zeiten (etwa in Randstunden) oder vorübergehend (etwa in Folge von Bauarbeiten) zusammengelegt, richten Verkehrsunternehmen oft sogenannte Doppellinien, Bruchstrichlinien oder Kombi(nations)linien ein. Hierbei werden beide Liniensignale, getrennt von einem Schrägstrich, angezeigt. Dies erleichtert den Fahrgästen, die das gewohnte Liniensignal ihrer Stammlinie suchen, das richtige Fahrzeug zu finden. In wieder anderen Fällen bieten Doppellinien zusätzliche Direktverbindungen. So verband beispielsweise die ehemalige Linie 31/5 der Straßenbahn Wien in den Hauptverkehrszeiten die Endstelle Gerasdorfer Straße an der Linie 31 mit der Endstelle Josefstädter Straße an der Linie 5. Ein weiterer Grund für die Einrichtung solcher Linien ist die umlaufmäßige Verknüpfung zweier Linien an einer gemeinsam bedienten Endstation. Somit wird dem Fahrpersonal das Austauschen der Linientafeln bzw. das Umschildern erspart.
Eine weitere Variante einer Doppellinie ist es, zwei Liniennummern zusammenzufügen. So verkehrten etwa bei der Straßenbahn Augsburg während des Umbaus des Königsplatzes in den Jahren 2012 und 2013 die Baustellenlinien 13 (statt der regulären Linien 1 und 3) und 64 (statt der regulären Linien 6 und 4).
Beim Trolleybus Luzern wurde ab 1962 mit Eröffnung der Zweigstrecke Breitenlachen–Hubelmatt zeitweise die Doppellinie 5/4 geschildert, da die Fahrzeuge alternierend auf beiden Linienästen verkehrten. Zum Zeitpunkt der Eröffnung verfügten die Wagen aber noch über gesteckte Blechtafeln auf dem Dach, weshalb eine Umschilderung der Liniennummer an der gemeinsamen Endhaltestelle am anderen Streckenende nicht möglich war. Mit Umrüstung der entsprechenden Oberleitungsbusse auf Rollbandanzeigen entfiel diese Beschilderung aus dem regulären Betrieb. Allerdings verfügten Luzerner Dieselbusse mit Rollbandanzeigen auch danach bis Mitte der 2000er Jahre teilweise über eine kombinierte Linienanzeige der beiden Doppellinien 4/5 und 6/8, deren Zweigstrecken jeweils alternierend bedient wurden. Auch die Aushangfahrpläne wurden bis zur Einstellung der Linie 5 bzw. der Verlängerung der Linie 6 in Richtung der gemeinsamen Endhaltestelle zusammengefasst und wiesen diese Doppelbezeichnungen auf.
Beim Oberleitungsbus Linz gab es bis 1982 bzw. 1997 die Liniennummern 41/42 und 41/43 als Kombination der jeweiligen Strecken. Ebenso verkehrte bis 1997 werktags eine Buslinie 19/22. Als morgendliche Schülerkurse existieren in Linz heute noch einzelne Fahrten, die mit Doppelnummern bezeichnet werden, z. B. die Linie 17/46.

### Buchstaben systematisch

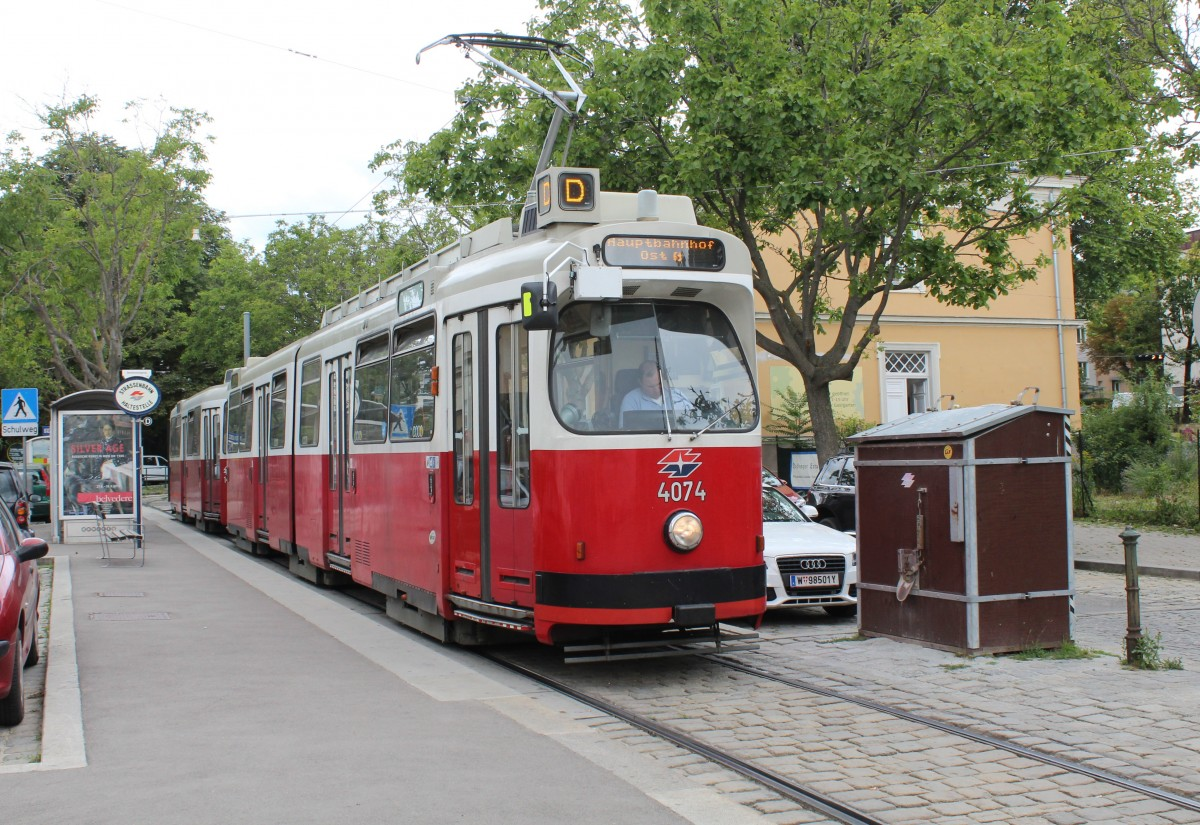
Die Linie D ist eine von nur noch zwei Buchstabenlinien der Wiener Straßenbahn

Eine Alternative zur Verwendung von Zahlen stellen Buchstaben dar, in der Regel erfolgt die Benennung dabei ab A aufsteigend. Linienbuchstaben sind jedoch deutlich seltener anzutreffen als Liniennummern, ursächlich hierfür ist vor allem die begrenzte Zahl möglicher Linien. Möchte das Verkehrsunternehmen auf Buchstabenkombination oder Sonderzeichen verzichten, stehen beispielsweise beim lateinischen Alphabet nur 26 mögliche Zeichen zur Verfügung. Vereinzelt werden deshalb auch Buchstaben und Zahlen miteinander kombiniert, so wie bei der Straßenbahn Wien: Die Buchstabenlinien unterschieden sich von den mit Nummern bezeichneten Linien dadurch, dass sie grundsätzlich über die Ringstraße fuhren, während Linien, welche entlang der Zweierlinie verkehrten,  Buchstabenlinien mit dem Index 2 bezeichnet wurden. Zusätzlich gab es weitere Buchstaben- und Zahlenkombinationen, teilweise ebenfalls mit Indices. Durch Linienänderungen gibt es heute nur mehr die Linien D und O, wobei nur erstere über den Ring fährt sowie Ersatzlinien bei geplanten U-Bahn-Bauarbeiten, die mit verschiedenen Buchstaben-Ziffern-Kombinationen bezeichnet werden. Die Straßenbahn Lille beispielsweise betrieb schon bei ihrer Eröffnung im Jahr 1874 die Linien A, B, C, D und E. Der Verkehrsbetrieb in Bremerhaven benannte seine Omnibusstrecken mit den Kennbuchstaben von A bis U (mit Lücken); ab 1961 wurde nach und nach auf Liniennummern umgestellt.
Die Nationale Gesellschaft der Belgischen Eisenbahnen kennzeichnete bis 2014 ihre InterRegio-Linien mit den Kleinbuchstaben a bis s (mit Lücken), während die Intercity-Linien mit den Großbuchstaben A bis Z (mit Lücken) versehen waren.

### Buchstaben codiert

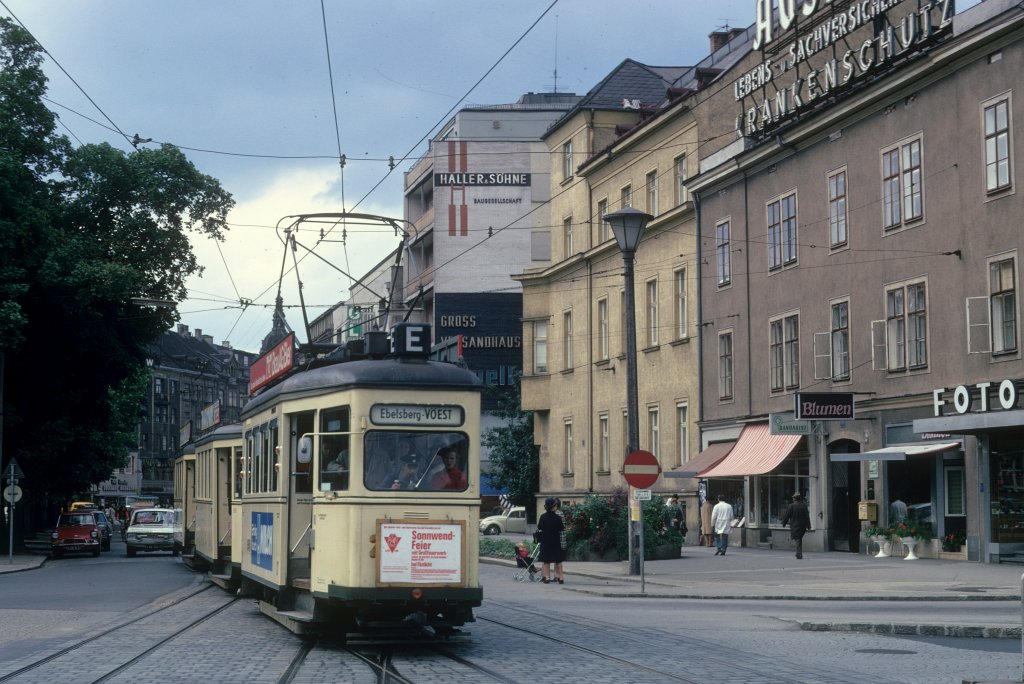
Buchstabenlinien in Linz bis 1974: Linie E nach Ebelsberg

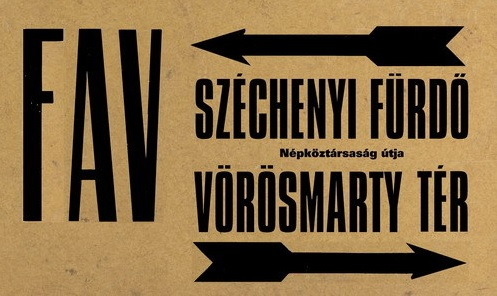
Budapest: die frühere Linienbezeichnung FAV stand für Földalatti Vasút (Untergrundbahn)

Vereinzelt werden die Linienbuchstaben auch codiert. Bei diesen Systemen entspricht der jeweilige Buchstabe häufig dem Anfangsbuchstaben eines der beiden Linienendpunkte. So verkehrte beispielsweise die ehemalige Linie A der S-Bahn München auf der Strecke nach Altomünster und in Düsseldorf sind die Bezeichnungen D-Bahn für die Strecke der ehemaligen Linie D nach Duisburg und K-Bahn für die Strecke der ehemaligen Linie K nach Krefeld bis heute gebräuchlich. Bis 1974 waren codierte Linienbuchstaben bei der Straßenbahn Linz in Verwendung, zum Beispiel fuhr die Linie B zum Bahnhof, die Linie E nach Ebelsberg, die Linie M durch die Mozartstraße; später wurde auf Ziffernbezeichnungen umgestellt.
Weil die Zahl der möglichen Buchstaben durch die Codierung noch weiter eingeschränkt wird, griffen viele Verkehrsunternehmen auf zusätzliche Unterscheidungsmerkmale zurück. So verkehrte zum Beispiel bei der Großen Leipziger Straßenbahn zeitweise eine Linie G, die mit weißem Buchstaben auf grünem Grund markiert war (Gohlis–Rennbahn/Pestalozzistraße) und eine Linie G mit grünem Buchstaben auf weißem Grund (Gohlis–Bayerischer Bahnhof). Oder es wurde auch noch der zweite Buchstabe des Ziels mit angegeben, so wie dies früher beispielsweise bei den Stuttgarter Stadtbuslinien Ga nach Gablenberg, Ho nach Hoffeld, Ki zum Killesberg und Pf in den Pfaffenwald der Fall war.
Alternativ weist das Verkehrsunternehmen mit dem Kennbuchstaben auf den Laufweg hin. So waren etwa beim 1881 eingerichteten Basler Tram-Omnibussystem die beiden Hauptlinien, die beide den Centralbahnhof mit dem Badischen Bahnhof verbanden, von Beginn an mit Buchstaben bezeichnet. Dabei verkehrte die Linie F durch die Freie Straße und die Linie G durch die Gerbergasse. In Ausnahmefällen sind sowohl Start als auch Ziel in die Linienbezeichnung integriert. Bei der END Verkehrsgesellschaft beispielsweise verkehrte früher die Linie ED von Esslingen nach Denkenborf, die Linie EN fuhr von Esslingen nach Neuhausen.
Eine Mischung zwischen den vorangehend erwähnten Codierungen verwendete der Regionalverkehr Bern–Solothurn (RBS). Zwischen 1974 und 2004 verwendete das Unternehmen für sämtliche Bahn- und Buslinien in seinem Netz Linienbuchstaben. Bei den Buslinien wurde teilweise der Verknüpfungspunkt mit dem Bahnnetz als Linienkennzeichnung gewählt, bei der Linie G wurde statt dem gemeinsamen Endpunkt mit der Linie W das Zwischenziel Gümligen für die Liniencodierung verwendet. Die Ortsbuslinie in Schönbühl wurde zudem als SCH bezeichnet, da der Linienbuchstabe S bereits von der Bahnlinie Bern–Solothurn verwendet wurde. Mehrere der Buslinien wiesen zudem mehrere durchnummerierte Linienäste auf. So existierten zeitweise beispielsweise die Linien B1, B2, B3 und B4 ab Bolligen mit verschiedenen Endpunkten. Weiterhin wurden Kurzläufer auf den jeweiligen Linien mit gestrichenem Linienbuchstaben geführt und die Eilzüge der Linie S verkehrten mit der Linienkennzeichnung SE.
Eine Besonderheit stellte die Linie TXL der Berliner Verkehrsbetriebe zum Flughafen Tegel dar, ihre Bezeichnung entsprach dem IATA-Flughafencode von Tegel. Weitere Beispiele für besondere Codierungen sind „R“ für Ringlinie in Hannover, „S“ für Spätverkehrslinie in Karlsruhe, „T“ für Trolleybuslinie in Budapest und Moskau oder „FAV“ für „Földalatti Vasút“ (Untergrundbahn) in Budapest. Ferner kennzeichnet die Straßenbahn Pilsen ins Depot einrückende Kurse mit einem X statt der regulären Liniennummer.

### Streckenabhängige Bezeichnungen

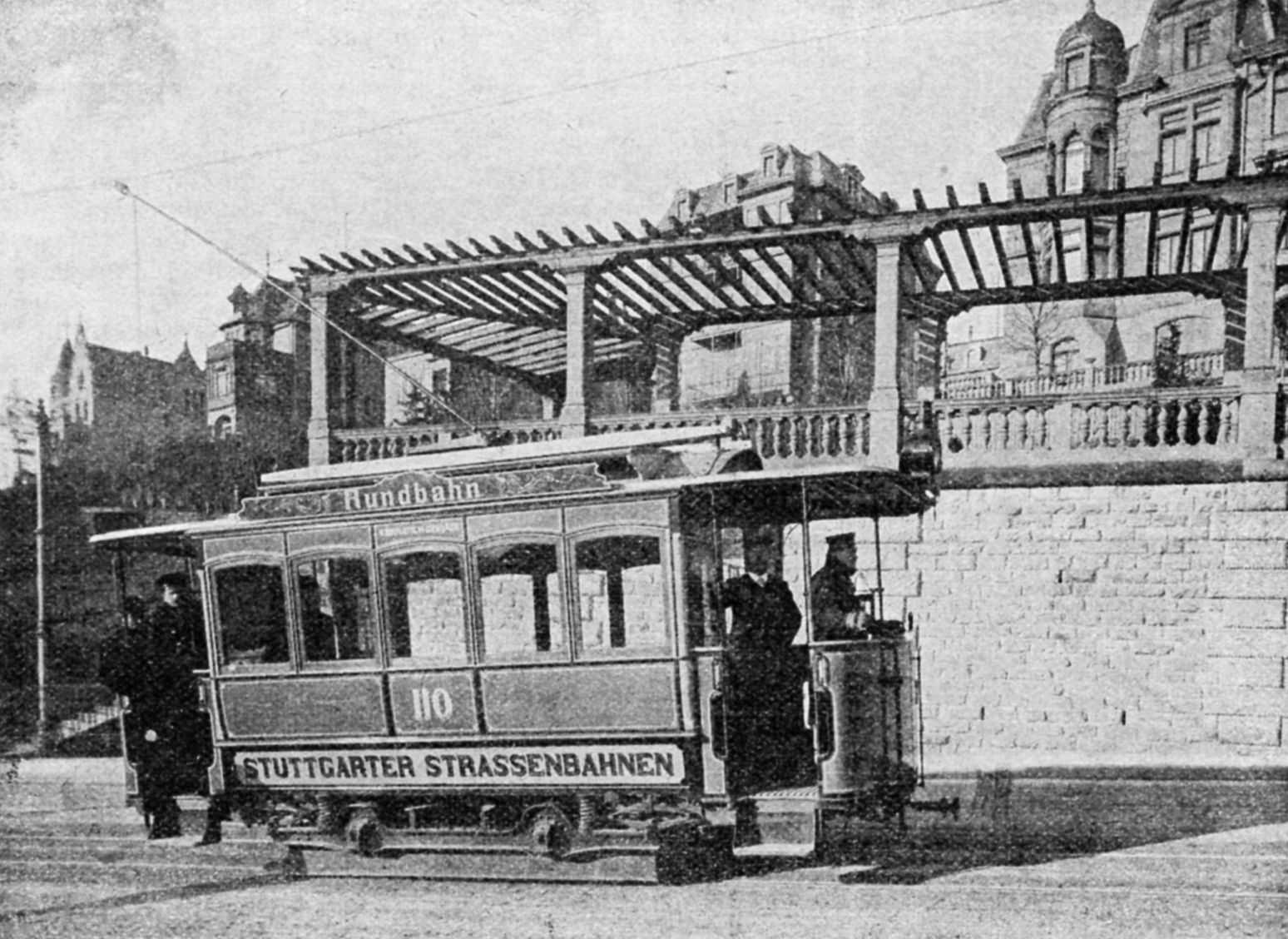
1898: Linienbezeichnung Rundbahn in Stuttgart

Andernorts gibt man den Linien geografisch bedingte Namen. In Stuttgart beispielsweise gab es in der Anfangszeit der Straßenbahn eine Kanonenweglinie, eine Tiergartenlinie, eine Querbahn und eine Nordwesttram.
In der Gegenwart ist dieses Prinzip beispielsweise noch bei der Londoner U-Bahn anzutreffen. Sie verfügt über elf individuelle Liniengruppen-Bezeichnungen: Metropolitan, Hammersmith & City, District, Circle, Northern, Waterloo & City, Central, Bakerloo, Piccadilly, Victoria sowie Jubilee.

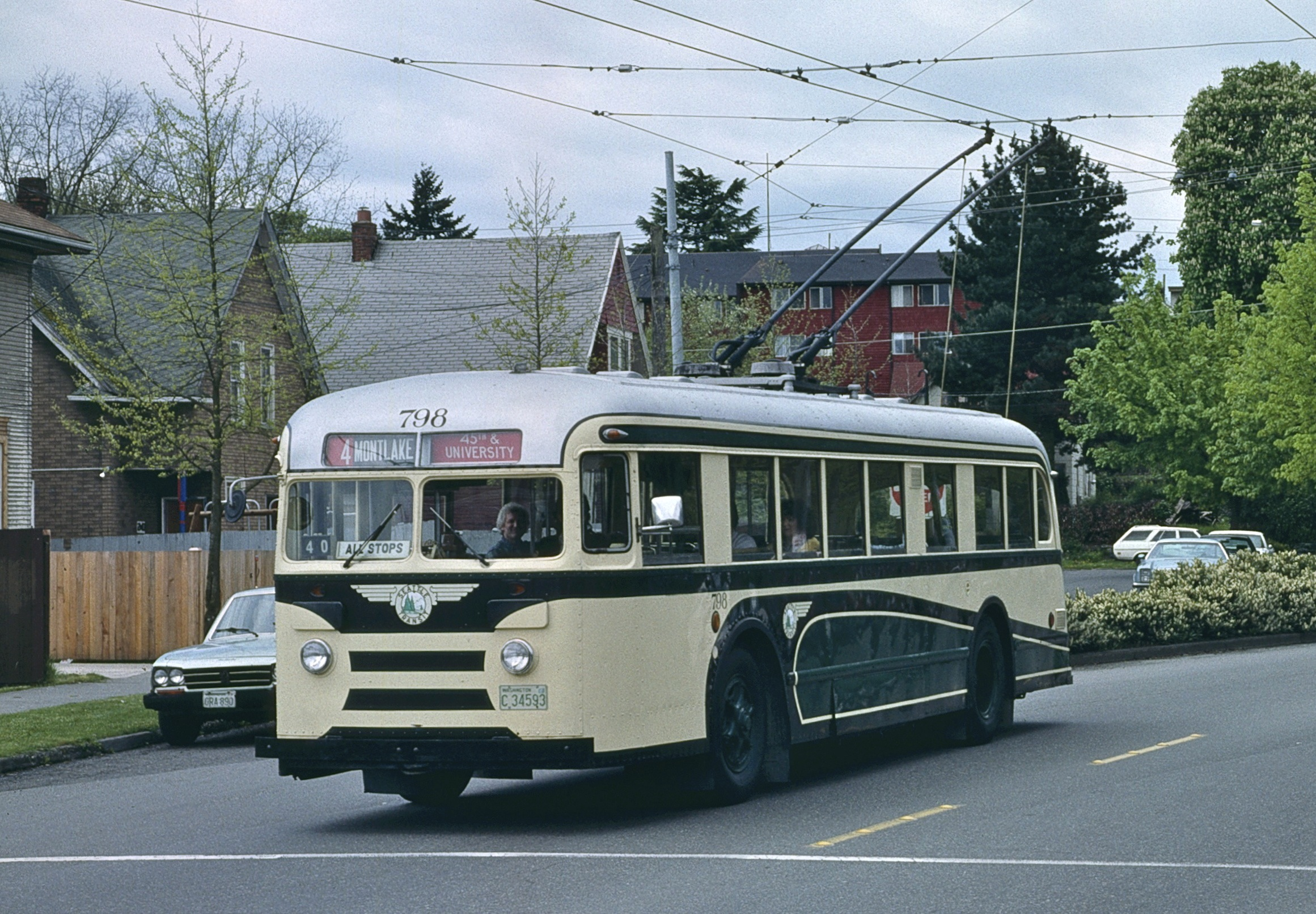
Ein Oberleitungsbus in Seattle mit Streckenbezeichnung auf der Linienanzeige (links) sowie einer separaten Anzeige für das Fahrtziel (rechts)

In San Francisco tragen sämtliche Bus- und Oberleitungsbuslinien neben der Liniennummer auch einen Liniennamen, der auf den befahrenen Straßen basiert. Die Fahrzeuge und Haltestellen der San Francisco Cable Cars tragen ihre offiziellen Liniennummern 59, 60 und 61 nicht, stattdessen wird nur der Linienname angezeigt. Ähnliche Systeme existieren bzw. existierten auch in weiteren nordamerikanischen Städten wie Seattle, New York City und Detroit. An letzterem Ort wurden bis in die 1960er Jahre ebenfalls keine Liniennummern an den Fahrzeugen gezeigt. Ebenfalls gibt es bei der Moskauer Metro Streckenbezeichnungen: Ihre zwölf Linien 1–12 werden zusätzlich mit Liniennamen wie Sokolnitscheskaja oder Samoskworezkaja bezeichnet.
In Gießen, Freiburg im Breisgau und Reutlingen tragen die Nachtbus-Linien Planeten-Namen.

### Unternehmenskürzel
In anderen Fällen entspricht die Linienbezeichnung dem Kürzel des jeweiligen Verkehrsunternehmens. Beispiele sind WLB oder STB, früher auch AKN, ANB, EBO, A, BEB, F, OEG und RHB.

### Zusätzliche Kennfarben

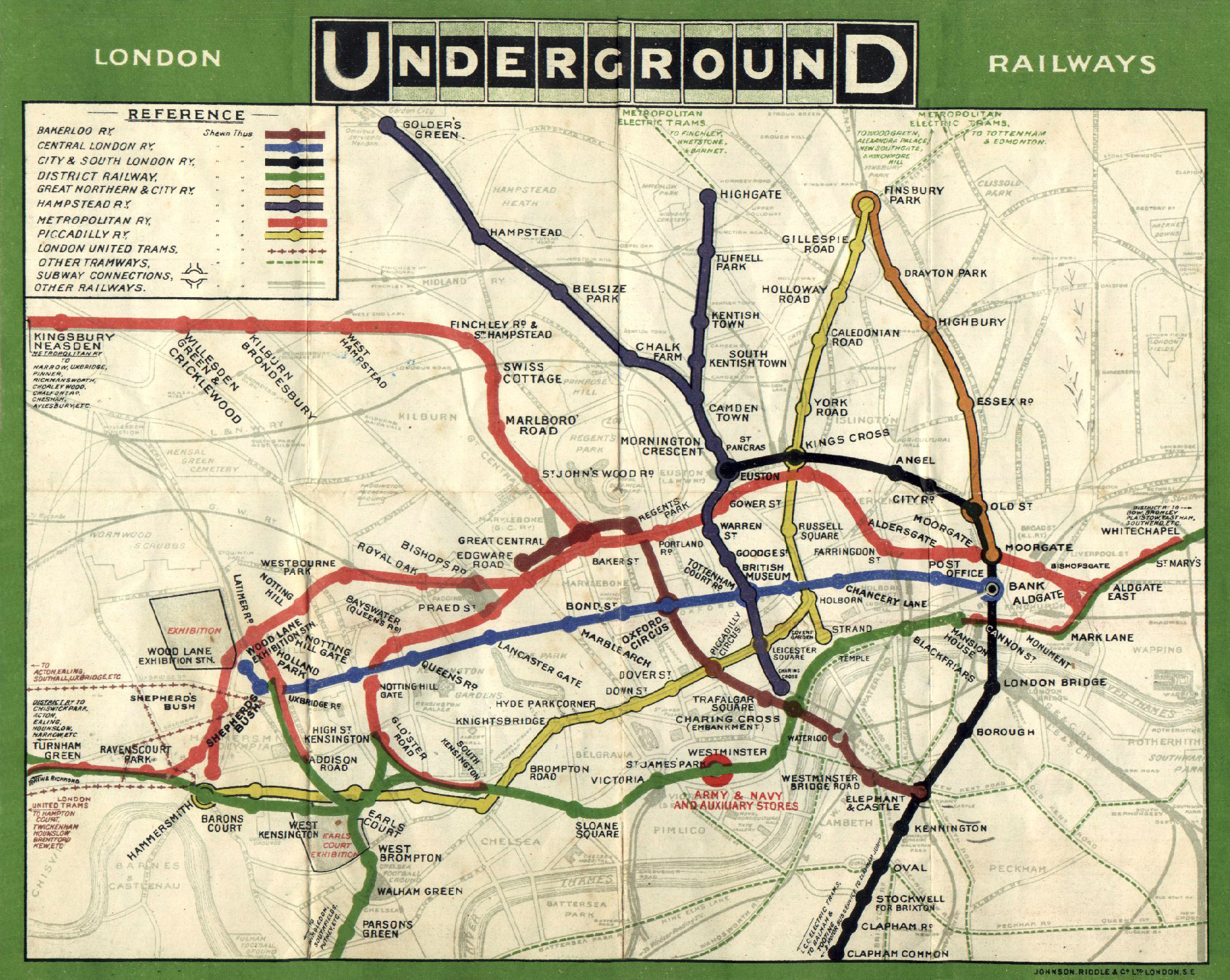
Londoner U-Bahn-Netz, 1908

Häufig ist außerdem jeder Linie bzw. jeder Liniengruppe eine bestimmte Kennfarbe zugeordnet, mit der das jeweilige Liniensignal und manchmal auch das Linienziel unterlegt werden. Dadurch soll ein hoher Wiedererkennungswert gewährleistet werden, ohne sich die offizielle Linienbezeichnung merken zu müssen. Bei den vier Verstärkerlinien der Stadtbahn Bielefeld variiert die Kennfarbe dabei zusätzlich nach dem jeweiligen Fahrziel. So trägt beispielsweise die Linie 10 in Fahrtrichtung Lohmannshof die Kennfarbe Rot, weil sie auf diesem Linienast die Linie 4 verstärkt, deren Kennfarbe gleichfalls Rot ist. Fährt die Linie 10 jedoch in der Gegenrichtung nach Stieghorst Zentrum, so führt sie die Kennfarbe Gelb der regulär dorthin führenden Linie 3.
Den allerersten Netzplan, bei dem für jede Linie eine andere Farbe verwendet wurde, war derjenige der Londoner U-Bahn, den die Zeitung The Evening News 1907 veröffentlichte.

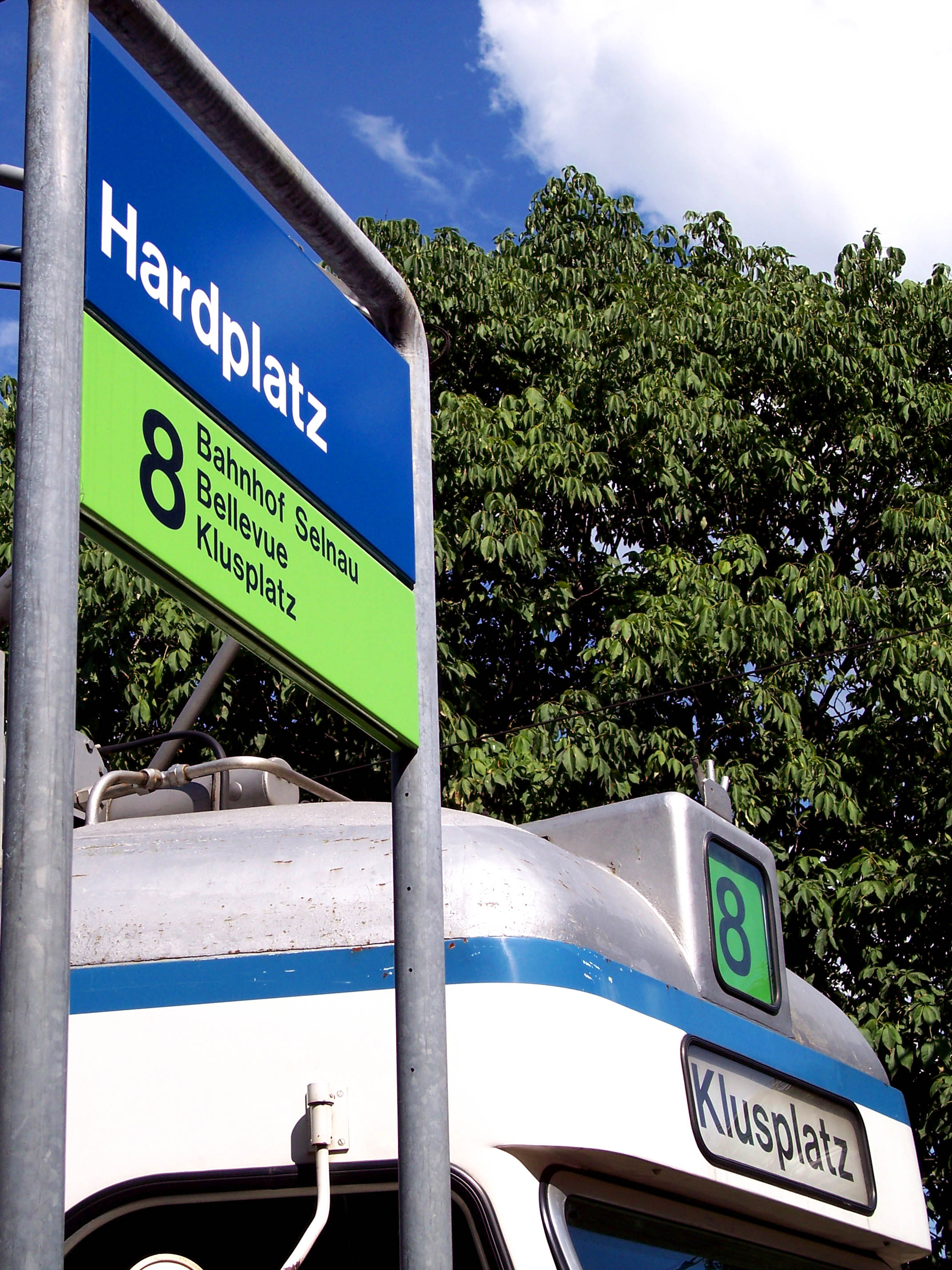
Farbige Linienkennzeichnung bei der Straßenbahn Zürich
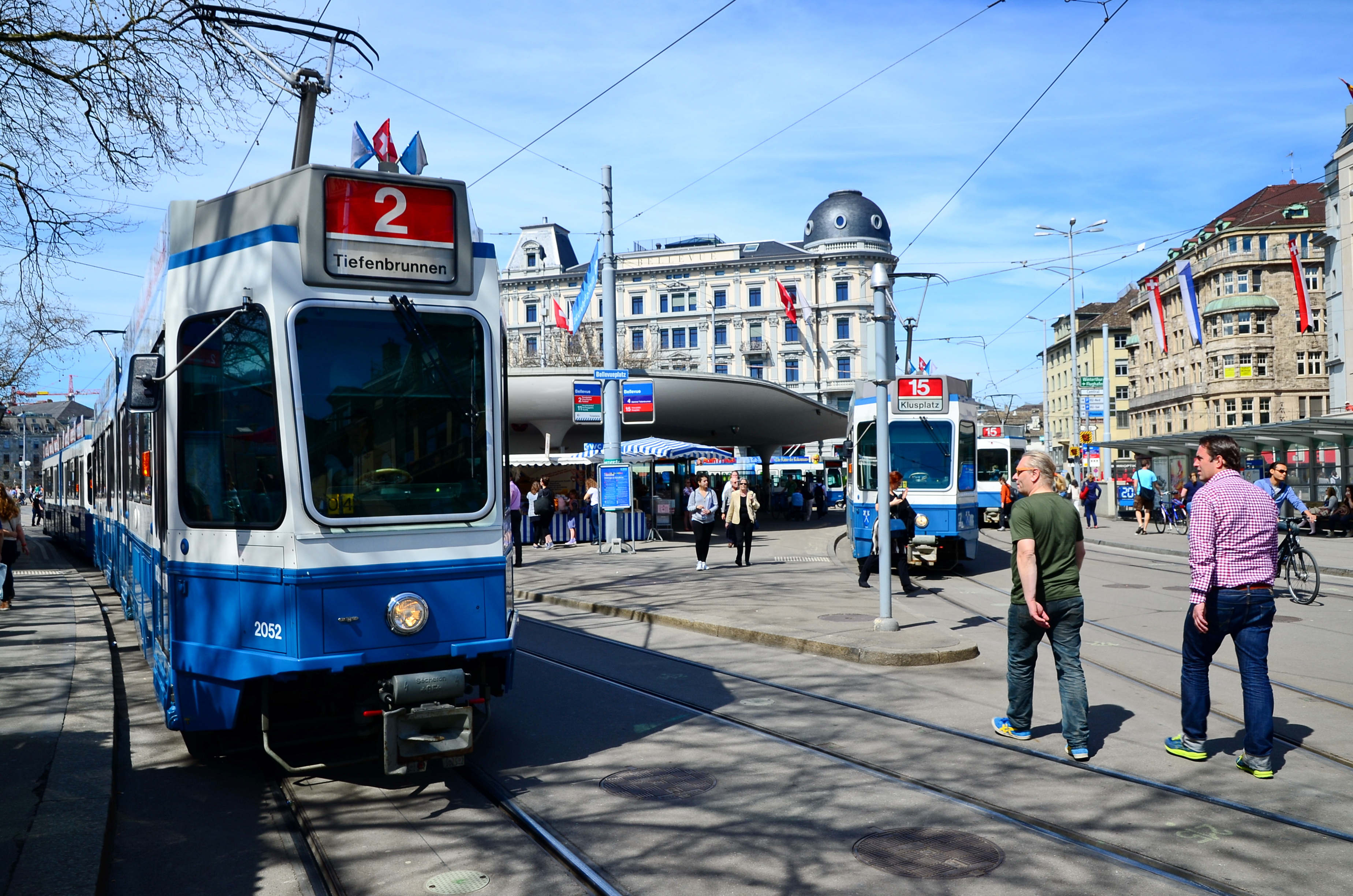
Nicht immer gelingt es in größeren Netzen jeder Linie eine eigene Farbe zuzuweisen, so teilen sich in Zürich die Linien 2 und 15 die Farbe Rot
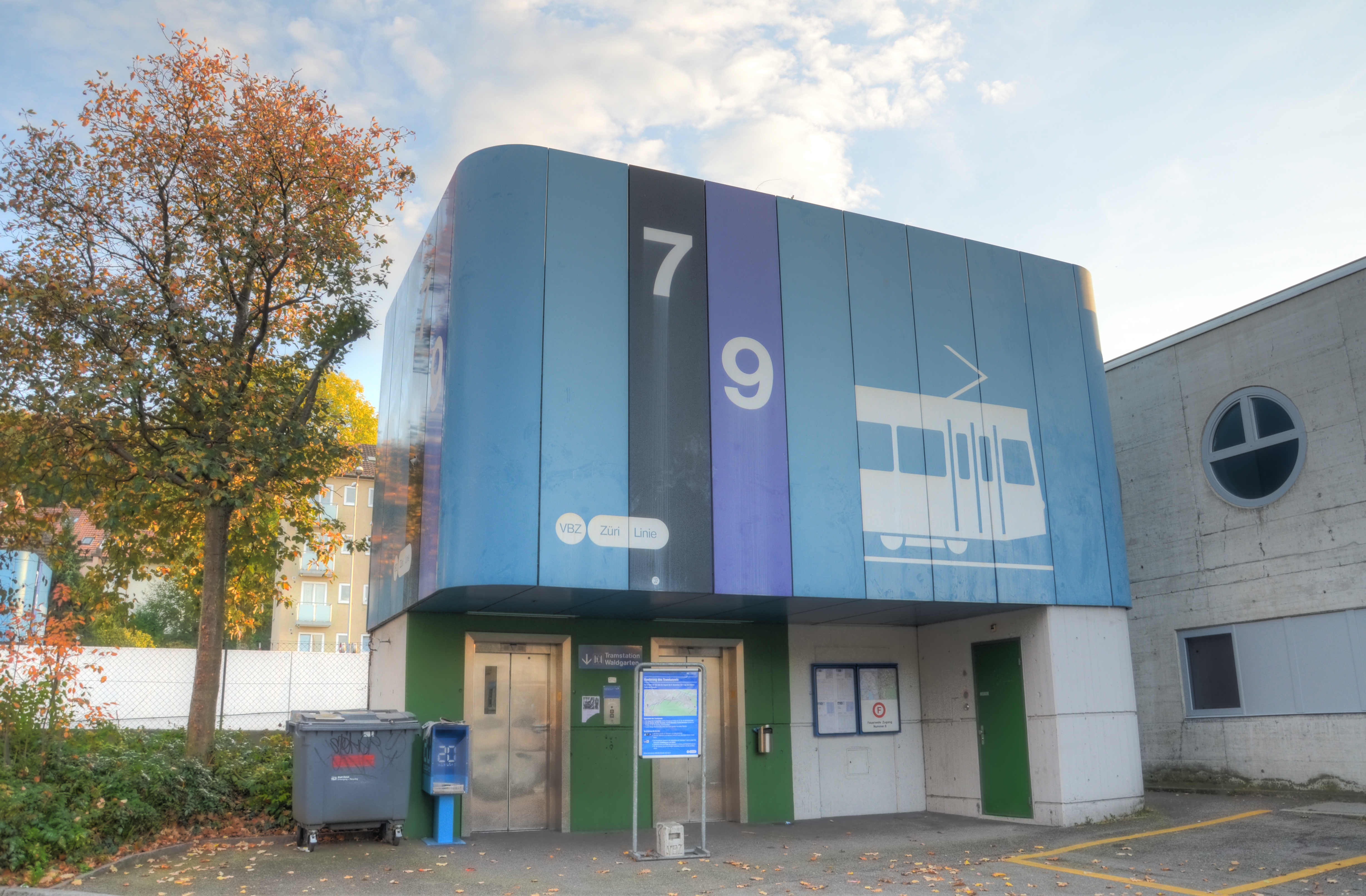
Besonders auffällige Haltestellengestaltung in Linienfarben, ebenfalls in Zürich
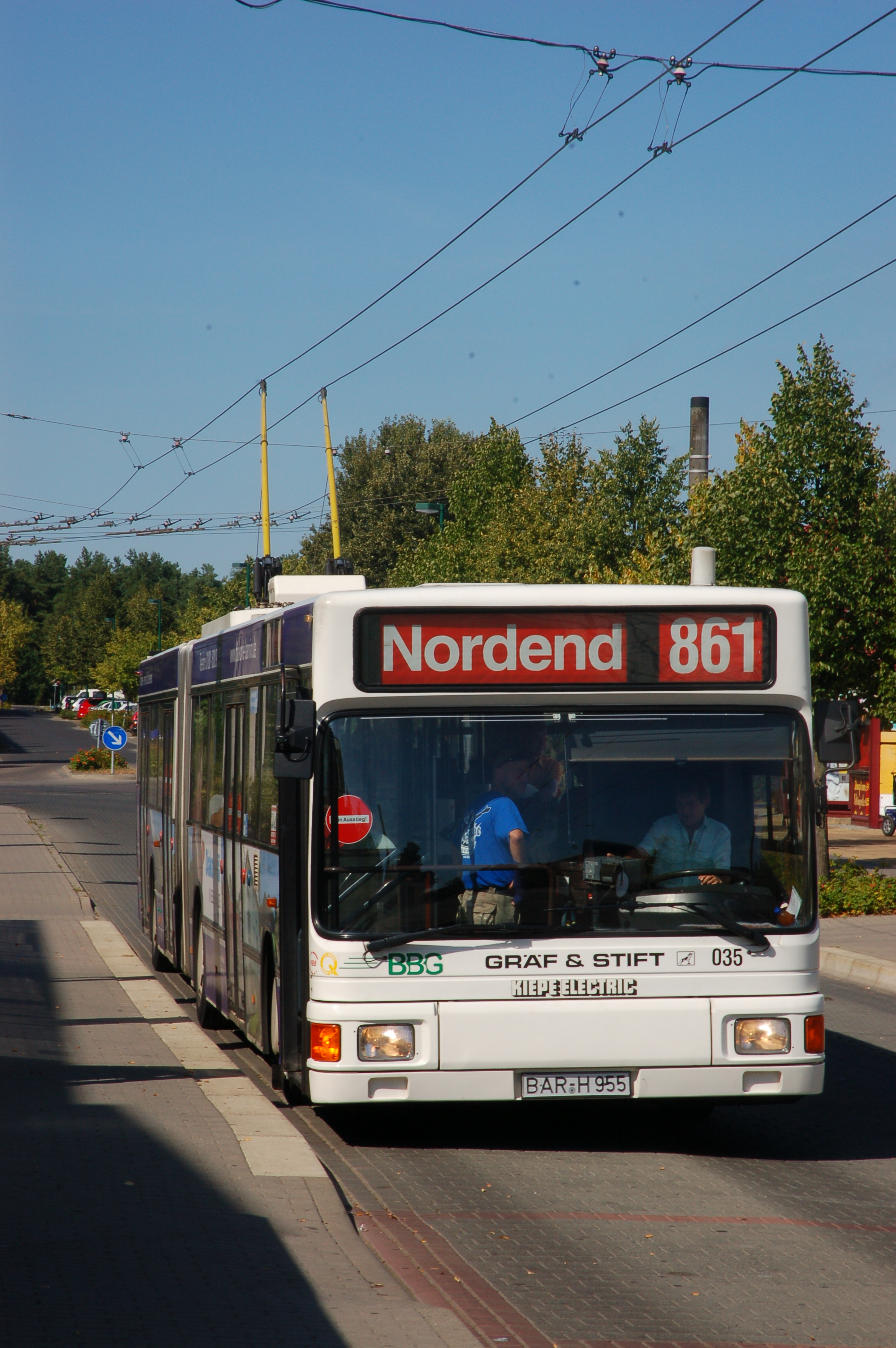
Farbige Unterlegung von Linie und Ziel beim O-Bus Eberswalde
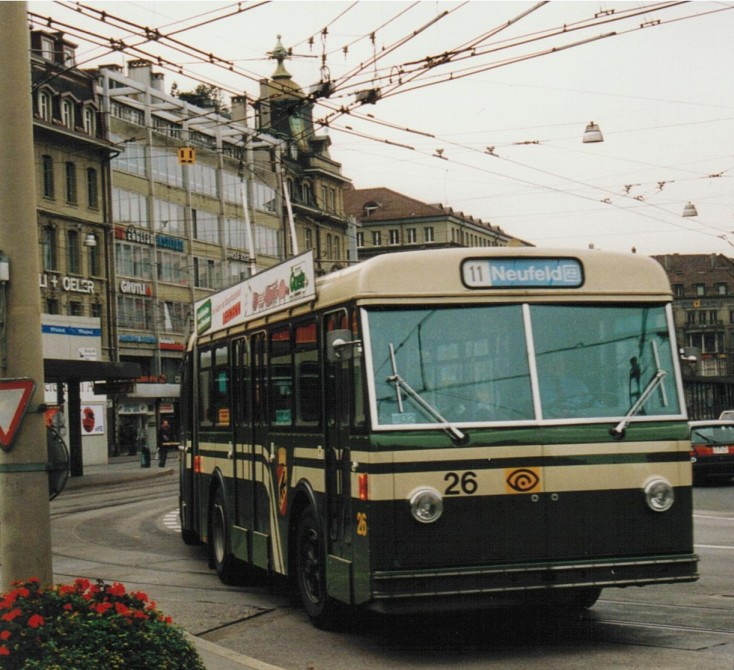
Bern: nur das Fahrtziel ist farbig unterlegt, nicht aber die Liniennummer selbst
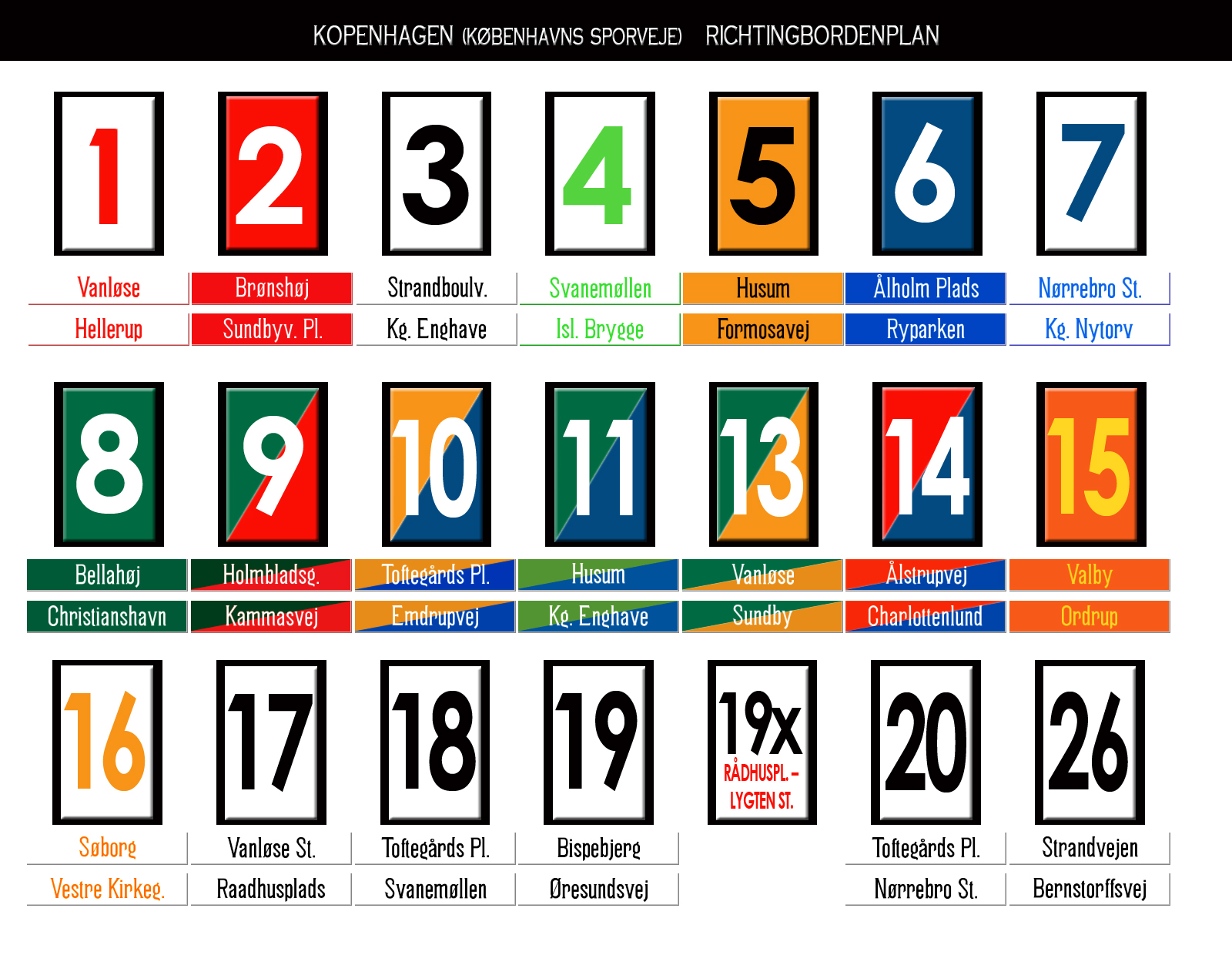
Kennfarben bei der ehemaligen Straßenbahn Kopenhagen

### Fahrzeuge in Linienfarbe
Eine besonders ausgeprägte Form der Linienkennfarbe ist es, das Außendesign der auf den jeweiligen Linien eingesetzten Fahrzeuge ebenfalls individuell zu gestalten. Dies ist jedoch nur bei einem linienreinen Einsatz möglich und beeinträchtigt die Flexibilität der Fahrzeugdisposition. Beispiele hierfür sind:
- bei der Straßenbahn Montpellier haben die Fahrzeuge der vier Linien jeweils ein eigenes Design.
- beim Stadtbus in Tettnang und beim Metroshuttle in Manchester sind die Busse der jeweils drei Linien unterschiedlich lackiert. In Tettnang sind dies die Farben Gelb, Grün und Blau[35], in Manchester Orange, Grün und Violett.[36]
- Bei den Ortsbussen in Zermatt ist zumindest die Stoßstange entsprechend den beiden Linienfarben Rot oder Grün lackiert.
- In Tokio sind die Züge der Yamanote-Linie entsprechend der Linienfarbe mit hellgrünen Streifen versehen.
- Beim Seilbahnnetz La Paz sind die Gondeln der verschiedenen Linien entsprechend lackiert.
- Bei der Metropolitana di Milano sind die Wagen der Linie M1 rot, die der M2 grün und die der M3 gelb.

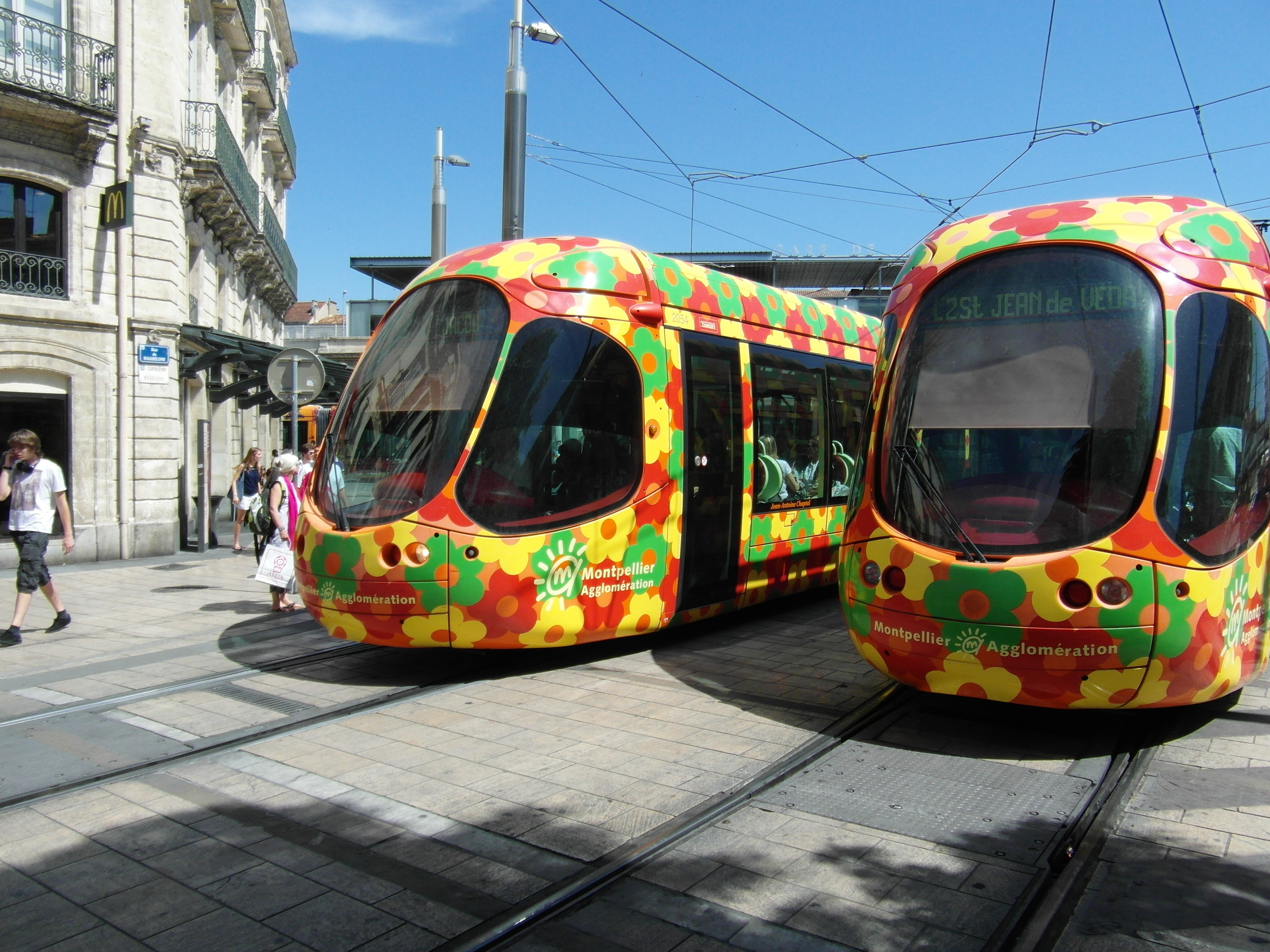
Die Triebwagen der Straßenbahnlinie 2 in Montpellier tragen ein Blumendesign
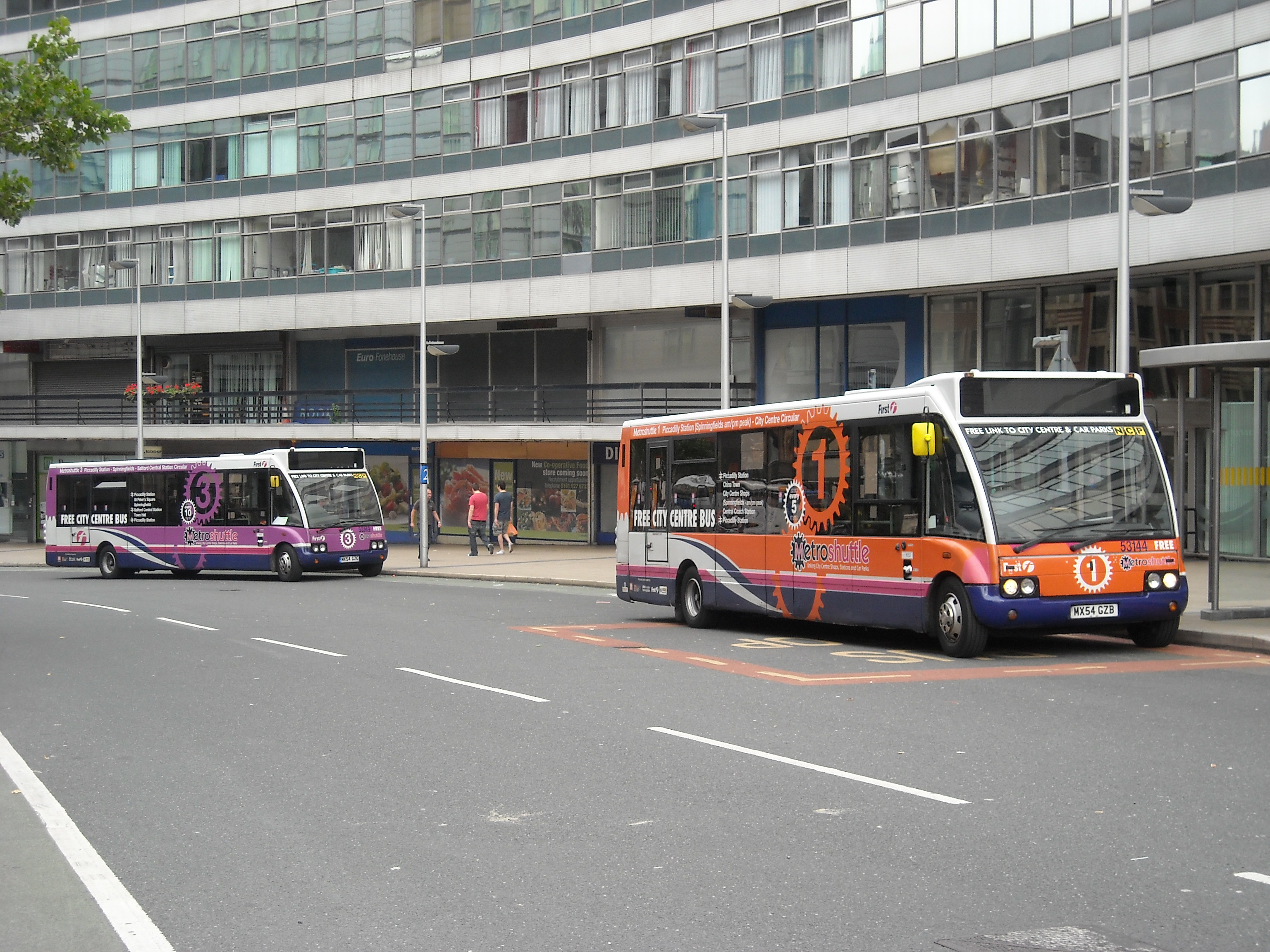
Metroshuttle Manchester: Busse mit Lackierung in Linienkennfarbe
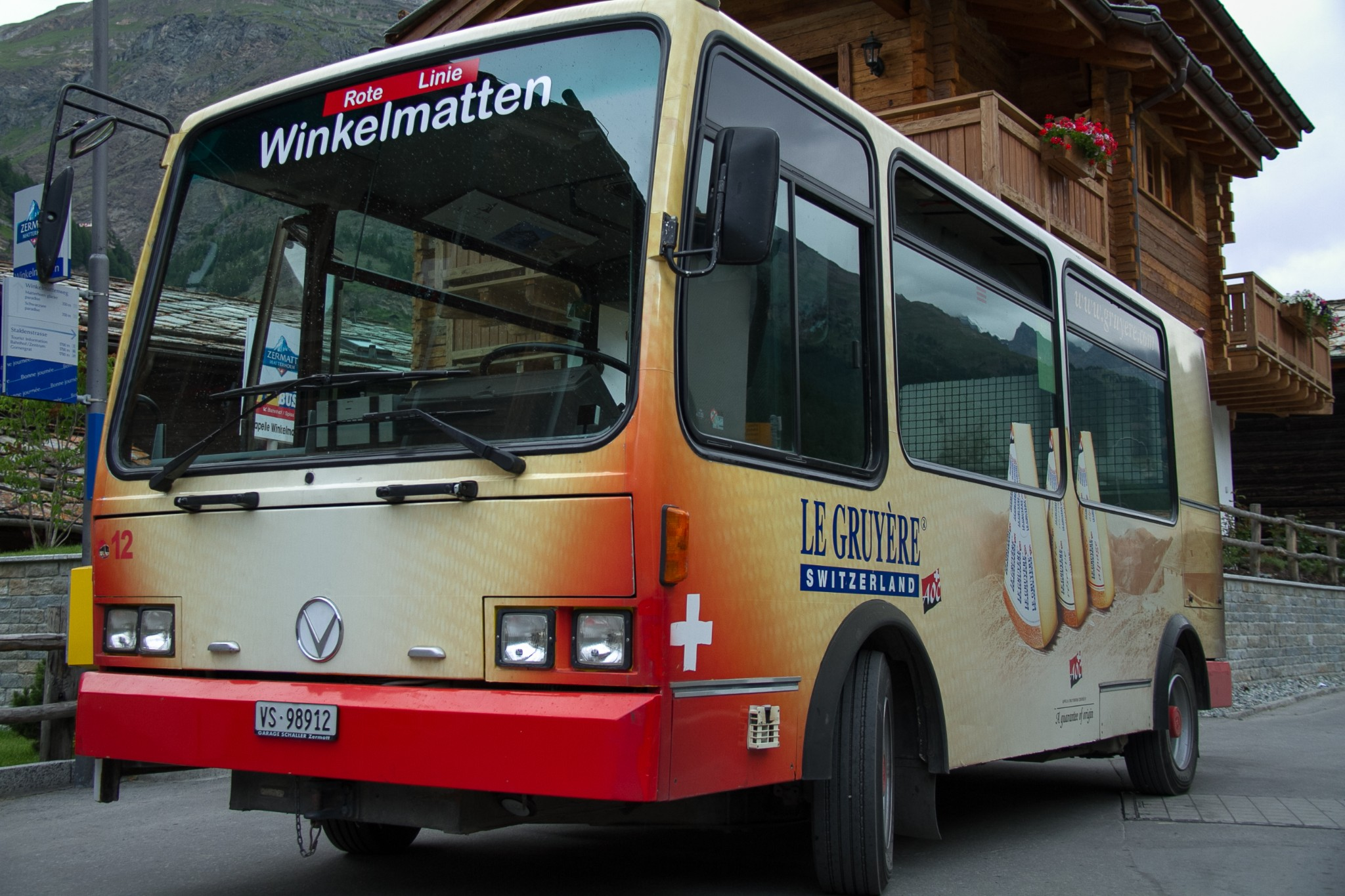
Zermatt: Ortsbus der roten Linie mit roter Stoßstange
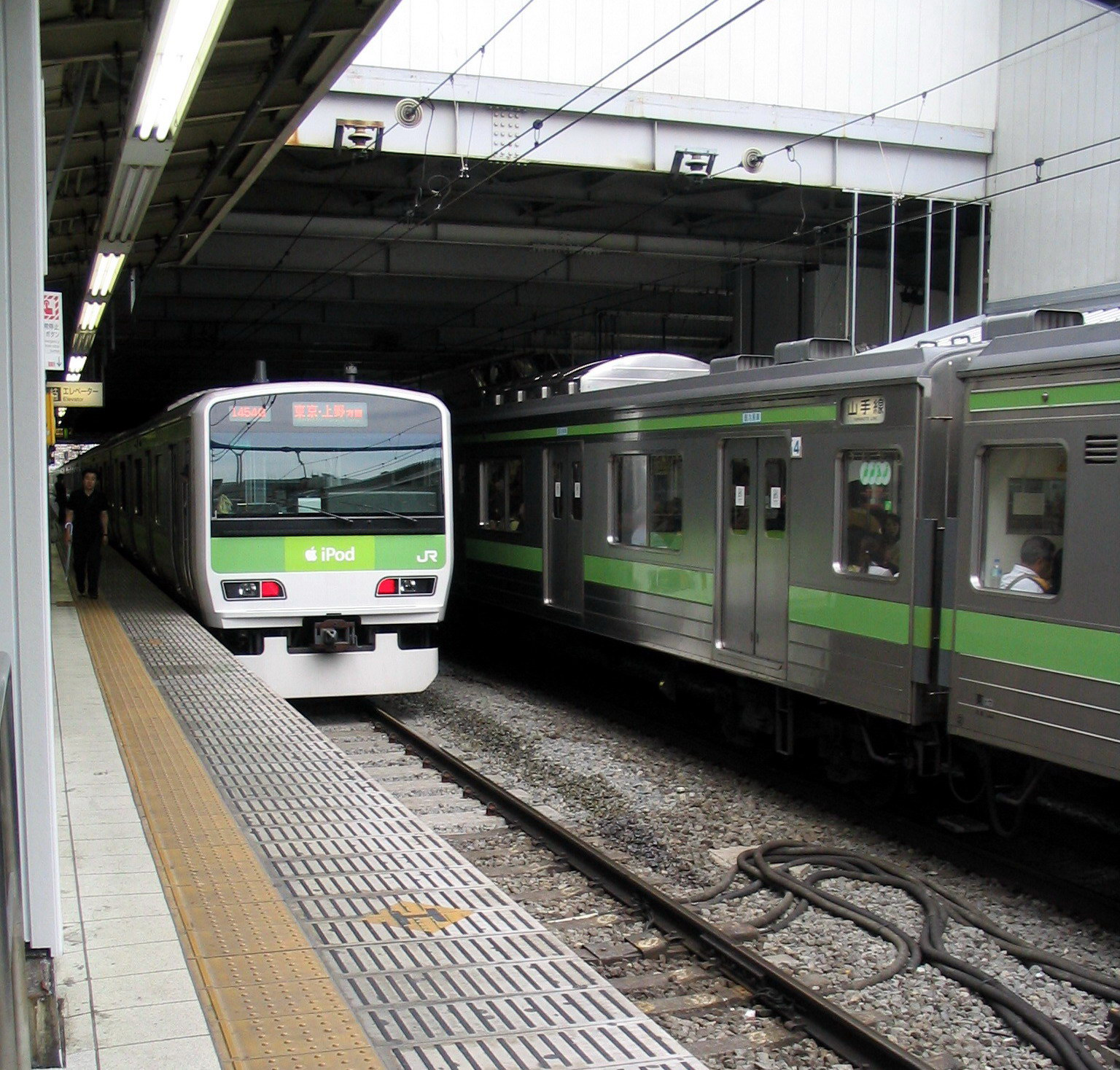
Züge der Tokioter Yamanote-Linie
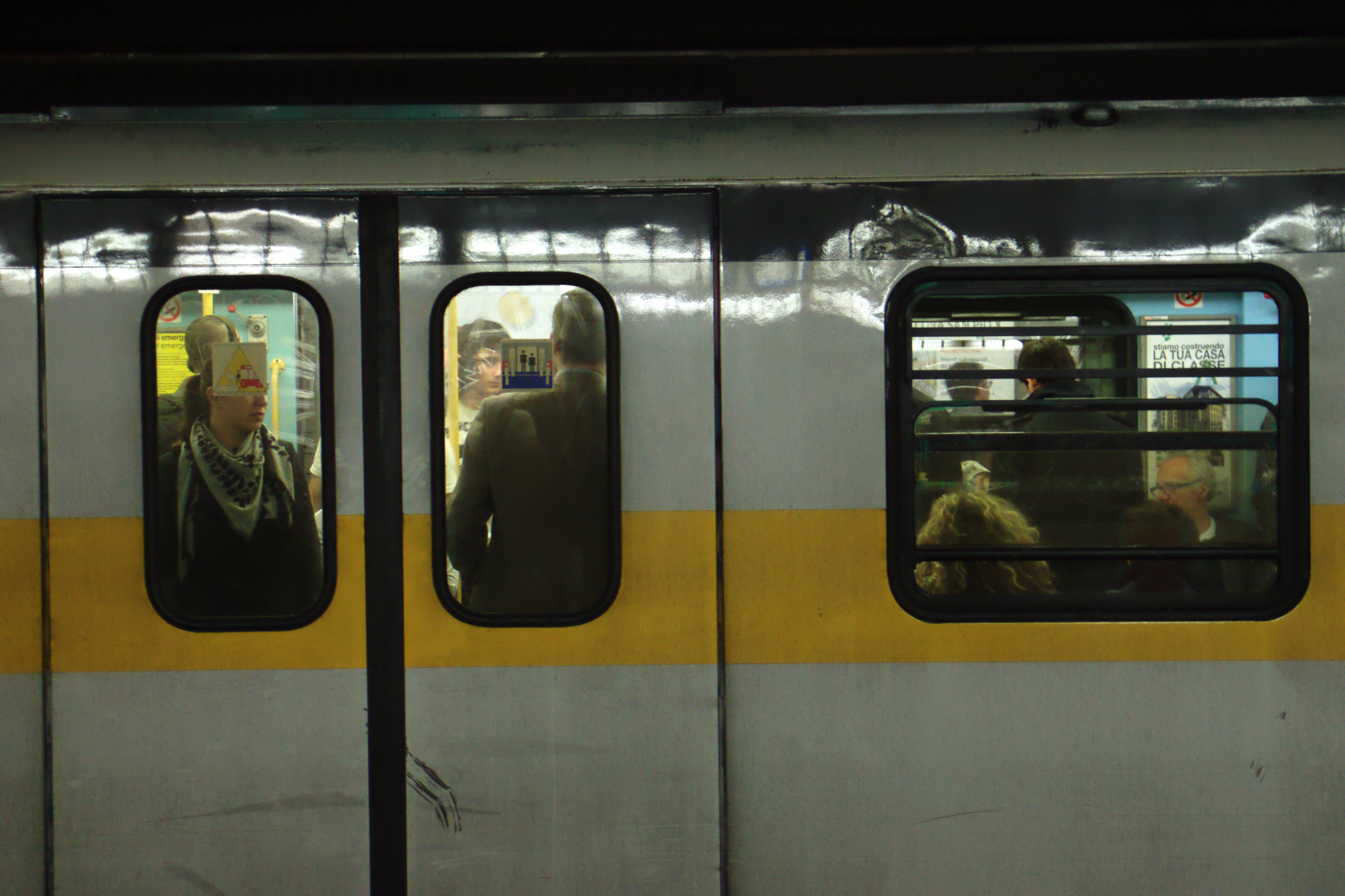
Mailand: der gelbe Streifen ist die Kennfarbe der Linie M3

### Zusätzliche Symbole

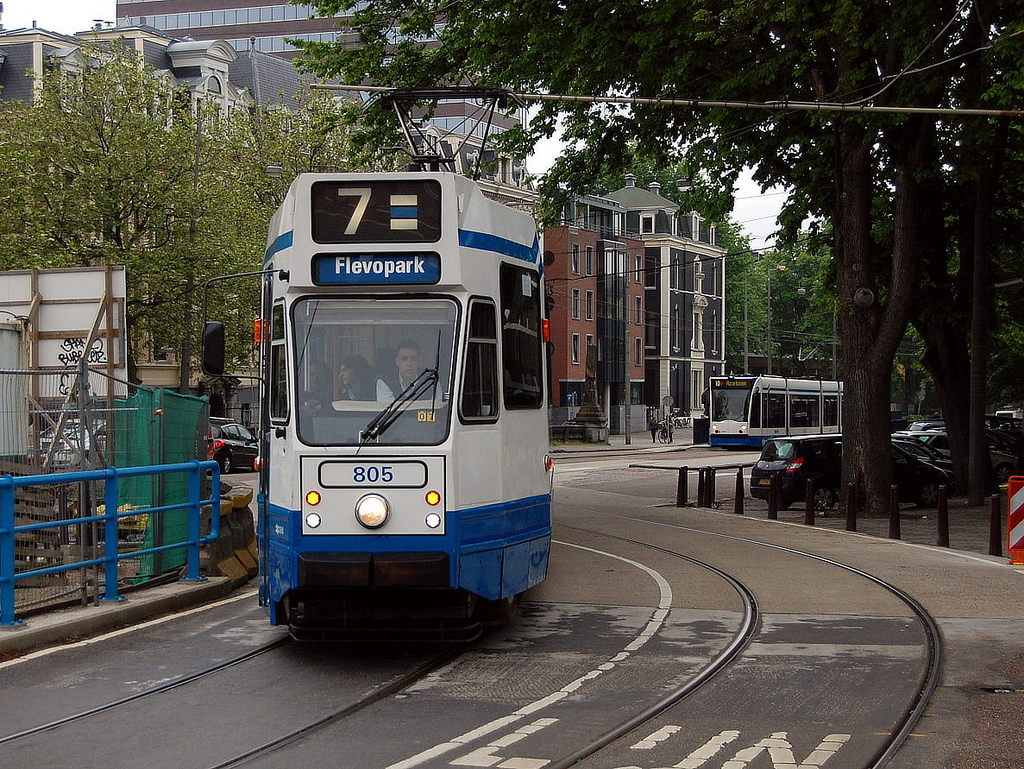
Amsterdam: Liniennummer mit zusätzlichem geometrischen Liniensymbol

Alternativ zu den zusätzlichen Kennfarben werden zwecks besserer Identifikation Symbole verwendet. Ein weithin bekanntes Symbol ist ein stilisiertes Flugzeug für Linien die einen Flughafen bedienen.
Bei der Reutlinger Stadtverkehrsgesellschaft wird hingegen jede Liniennummer durch ein zusätzliches Zeichen ergänzt, insbesondere um behinderten Fahrgästen die Orientierung zu erleichtern. Auf der Fahrt stadteinwärts zeigen dabei alle Linien das zentrale Tübinger Tor als Zusatz an, während stadtauswärts jeweils ein individuelles Symbol verwendet wird. So ist beispielsweise die Linie 4/11 zum Stadion an der Kreuzeiche mit einem Fußball markiert. In Berlin wurden besondere Ausflugsbuslinien früher mit einem Dreieck gekennzeichnet. In Wien kennzeichnet man außerplanmäßige Zusatzfahrten mit dem sogenannten Zebrasignal, einer schwarz-weiß gestreiften Stecktafel hinter der Frontscheibe. Der letzte Kurs einer Linie wurde früher mit einem blauen Zusatzsignal angezeigt.
Die Straßenbahn Amsterdam verwendet bis heute zusätzlich zur Liniennummer farbig-geometrische Liniensignale, die sogenannten lijnkleuren. Diese wurden auch auf die Amsterdamer U-Bahn-Linien übertragen, die darüber hinaus noch einfache Linienkennfarben besitzen.
Die Stadtwerke Gießen wiederum kennzeichnen diejenigen Fahrten ihrer Buslinie 1, die durch die Straße Heide führen, mit einem zusätzlichen Dreieck neben der Liniennummer. Im Gegensatz dazu zeigen diejenigen Kurse, die nicht durch die genannte Straße führen, kein Dreieck an.

## Linien- und Netzoptimierung
Die Linien eines Verkehrsnetzes können im Hinblick auf
- einen möglichst wirtschaftlichen Betrieb oder auf
- größtmögliche Attraktivität und Nutzungsmöglichkeiten für die Fahrgäste optimiert werden.

Im ländlichen Raum steht heute die Sicherung einer Mindestmobilität für Bevölkerungsteile ohne Fahrzeug im Vordergrund (Menschen, die nicht, noch nicht oder nicht mehr Auto fahren können, wollen oder dürfen – z. B. Kinder, ältere Menschen, Behinderte). Dabei wird das vorhandene Fahrgastpotential nicht voll genutzt. Die Spirale aus Fahrgastrückgang, Angebotskürzung und weiteren Fahrgastverlusten – das langsame Angebotssterben – wird möglich.
Bei Fernlinien bedeutet attraktiv schnell. Entsprechend werden schnelle Strecken genutzt und nur wenige Haltestellen bedient – große Haltestellenabstände. Das Prinzip, zunächst Fahrgäste an mehreren Orten „einzusammeln“, und erst dann den Schnellverkehr zu bedienen, wird selten angewendet. Diese Vorteile werden genutzt, wenn ein Fernzug im Vorlauf als Regionalbahn fährt (meist nur als Behelfslösung betrachtet) oder bei internationalen Fernbuslinien. Die Trennung zwischen Fern- und Nahverkehr steht dem entgegen.
Im Regional- und Stadtbereich lassen sich die Nutzungsmöglichkeiten durch eine sinnvolle Verknüpfung von mehreren kurzen Linien verbessern. Umsteigeverbindungen erfordern Informationen über Anschlusszeiten und erzeugen Ängste vor Anschlussverlust.
Die Umwandlung der Eilzüge zum Regional-Express hat zur Zusammenführung von Linien geführt – dadurch sind attraktive Zugläufe mit mehreren Stunden Fahrzeit entstanden. Ebenso können auch Regionalbuslinien qualifiziert und zu längeren Hauptlinien zusammengefasst werden. Kurzlinien nur von einem Ort zum Nächsten sind speziell angepasste Angebote zum Beispiel für Schülerverkehre, die generelle Nutzbarkeit ist eingeschränkt. Durch die Regionalisierung (Zuständigkeit von Kreisen und Gemeinden für Busverkehre) wird die Entwicklung zu Kurzlinien gefördert.
Die Kapazität einer Linie kann an die Nachfrage angepasst werden: eine Stärkung oder Schwächung kann sowohl auf jeder einzelnen Fahrt geschehen, als auch zu bestimmten Tageszeiten, um beispielsweise im Berufsverkehr auf Teilstrecken oder der Gesamtstrecke mehr Kapazität zu bieten. Dazu dienen meistens zusätzliche Zugteile. Einige Verkehrsunternehmen setzen auch Busanhänger ein (besonders in der Schweiz, mit Sondergenehmigung auch in Deutschland).
Die Linien- bzw. Netzoptimierung befasst sich mit
- der Linienführung (Länge, Auswahl der Strecken – nachfragegerecht und hinsichtlich der möglichen Geschwindigkeit)
- den Haltepunkten (Haltestellenlage, -abstände, Umsteigewege)
- der Gesamtfahrzeit (Anschluss-Wartezeiten, Pünktlichkeit)
- der Umlaufbildung
- den Umsteigemöglichkeiten (Anschlüssen) zwischen Linien

Die einzelnen Verkehrsunternehmen sind bei der Netzoptimierung nicht frei, da die Linien durch eine Zulassungsbehörde konzessioniert sind, die eine Verpflichtung zur regelmäßigen Bedienung sowie das (früher exklusive) Recht, die Haltestellen der Linien zu bedienen, beinhaltet. Daneben bestehen kommunale und regionale Verknüpfungen (z. B. Zweckverbände, Verkehrsverbünde) sowie politische Richtsetzungen etwa durch regionale Nahverkehrspläne.

## Historisches
Die Städte Siegen und Netphen beanspruchen für sich, die Orte mit der ersten motorisierte Omnibuslinie der Welt zu sein, die von der Netphener Omnibusgesellschaft am 18. März 1895 in Betrieb genommen wurde. Omnibus bedeutete dabei für alle. Kraftomnibusse traten ab diesem Zeitraum in Konkurrenz zu den Pferde-Omnibussen.

## Rekord
Die längste Buslinie der Welt führt mit 6212 km Länge von Rio de Janeiro in Brasilien nach Lima in Peru und wurde im Januar 2016 in Betrieb genommen.